# باشگاه فوتبال منچستر سیتی
باشگاه فوتبال منچستر سیتی (به انگلیسی: Manchester City Football Club)، یک باشگاه فوتبال حرفه‌ای در لیگ برتر انگلستان است که در شهر منچستر قرار دارد. در سال ۱۸۸۰ به‌عنوان سنت مارک (وست گورتون) تأسیس شد، در سال ۱۸۸۷ به نام آردویک تغییر نام داد و در سال ۱۸۹۴ به منچستر سیتی تغییر نام داد. ورزشگاه باشگاه منچستر سیتی، الاتحاد نام دارد که در شهر منچستر قرار دارد، سیتی در سال ۲۰۰۳ به اتحاد نقل مکان کرد. قبل از اتحاد، ورزشگاه سیتی، ماین رود بود. سیتیزن‌ها پیراهن‌های آبی آسمانی خود را از سال ۱۸۹۴ استفاده می‌کنند.
این باشگاه اولین جام خود را با نام اردویک در سال ۱۸۹۱ با پیروزی یک بر صفر در فینال جام منچستر مقابل نیوتن هیث به‌دست‌آورد. سپس با نام منچستر سیتی اولین افتخار بزرگ خود را با قهرمانی جام حذفی در سال ۱۹۰۴ به‌دست‌آورد. این باشگاه اولین دورهٔ مهم موفقیت خود را در اواخر دههٔ ۱۹۶۰ داشت، با قهرمانی در لیگ، جام برندگان جام اروپا، جام حذفی و جام اتحادیه با مدیریت جو مرسر و مالکوم آلیسون. سیتی در سال ۱۹۶۹ تبدیل به دومین تیم تاریخ لیگ برتر شد که توانسته در یک سال، یک جام داخلی و یک جام اروپایی کسب کند. پس از از دست دادن فینال جام حذفی ۱۹۸۱، این باشگاه یک دورهٔ افول را پشت سر گذاشت و سقوط به ردهٔ سوم فوتبال انگلیس برای تنها بار در تاریخ خود در سال ۱۹۹۸ تجربه کرد، سیتی از سال ۰۳–۲۰۰۲ در لیگ برتر ثابت مانده است. در سال ۲۰۰۸، منچستر سیتی توسط گروه ابوظبی یونایتد به مبلغ ۲۱۰ میلیون پوند خریداری شد. در سال ۲۰۱۷ سیتیزن‌ها با هدایت گواردیولا توانستند ۱۰۰ امتیاز کسب کنند و از حیث بیشترین امتیاز در تاریخ لیگ برتر رکورددار شدند. در سال ۲۰۱۸ سیتیزن‌ها چهار جام را به‌دست آوردند و یک رکورد بی‌سابقه را به ثبت رساندند؛ کسب همهٔ جام‌های داخلی در انگلیس و اولین تیم مردان انگلیس شدند که سه‌گانهٔ داخلی را به‌دست آورده است. منچستر سیتی از نگاه فوربس بین ۵ تیم برتر دنیا از نظر کسب بیشترین درآمد از سال ۲۰۱۰ تا ۲۰۱۹ قرار دارد.
منچستر سیتی در سال ۲۰۲۳ با کسب پنج جام لیگ برتر، جام حذفی، لیگ قهرمانان اروپا، سوپرجام اروپا و سرانجام جام باشگاه‌های جهان به بهترین فصل تاریخ خود دست یافت.
منچستر سیتی در سال ۲۰۲۳ به‌عنوان تیم سوم جهان از نظر بالاترین درآمد در جهان فوتبال با درآمد سالانه ۳۷۳ میلیون یورو بوده است. در سال ۲۰۲۲، مجلهٔ فوربز تخمین زد که منچستر سیتی در ردهٔ ششم با ارزش‌ترین باشگاه‌های فوتبال در جهان و ردهٔ بیست و چهارم با ارزش‌ترین باشگاه‌های ورزشی در جهان به ارزش ۴٫۲۵ میلیارد دلار قرار دارد.

## تاریخچه

### سنت مارک، گورتون–اردویک
آنا کانل، دختر رکتور آرتور کانل و دیگر اعضای کلیسای سنت مارک انگلیس، وست گورتون، منچستر، باشگاه فوتبالی که به منچستر سیتی معروف است، برای اهداف عمدتاً بشردوستانه تأسیس کردند. آنا و دو نگهبان کلیسا با ایجاد فعالیت‌های جدید برای مردان محلی سعی در جلوگیری از خشونت باندهای محلی و اعتیاد به الکل داشتند، نرخ بیکاری بالا گریبان گیر شرق منچستر، به ویژه گورتون بود. فارغ از اینکه مردان چه مذهبی داشتند، از همه آن‌ها برای پیوستن به تیم استقبال شد. یک باشگاه کریکت کلیسا در سال ۱۸۷۵ تشکیل شده بود، اما در مقابل این باشگاه در ماه‌های زمستان وجود فعالیت نمی‌کرد، برای اصلاح این، و به عنوان بخشی از فشار عمومی رئیس آرتور کانل برای مداخله در آسیب‌های اجتماعی، آنا کانل و نگهبانان کلیسا، ویلیام بیستو و توماس گودبهر، که به‌عنوان مقام‌های ارشد در اتحادیه آهن کار می‌کردند، یک تیم فوتبال کلیسایی به نام سنت مارک در زمستان ۱۸۸۰ تأسیس کردند. اولین مسابقه ثبت شده این تیم در ۱۳ نوامبر ۱۸۸۰، مقابل یک تیم کلیسایی از مککلسفیلد انجام شد. سنت مارک در این بازی ۲–۱ شکست خورد و در فصل افتتاحیه ۱۸۸۰–۸۱ خود، توانست فقط یک پیروزی کسب کند، سنت مارک این پیروزی را برابر استالیبریج کلارنس در مارس ۱۸۸۱ به‌دست‌آورد. در سال‌های اولیه تأسیس سنت مارک، چندین بازیکن این تیم درحالی که با این باشگاه قرارداد بسته بودند و به عضویت سنت مارک درآمده بودند در تیم‌های دیگر بازی کردند، در میان این بازیکنان والتر چو (Walter Chew) هم بود مردی که تا پایان عمر خود با باشگاه در ارتباط بود، والتر در سال ۱۸۸۴ زمانی که کاپیتان سنت مارک بود برای باشگاه بله ویو (باشگاهی در شهر منچستر واقع در محله گورتون شمالی) بازی کرد. هنگامی که سنت مارک در پایان فصل۸۴–۱۸۸۳ زمین خود را از دست داد، روابط بین دو تیم سنت مارک و بله ویو، به علاوه نزدیکی آن‌ها با یکدیگر، منجر به ادغام با یکدیگر شد اما اختلافاتی زیادی بین بازیکنان دو تیم به وجود آمد و اتحاد این دو تیم دوام زیادی نداشت، نمایندگان سنت مارک خود را اتحادیه گورتون اف.سی. نامیدند و نمایندگان بله ویو نام وست گورتون آتلتیک برای خود انتخاب کردند.
با این تغییر نام، این تیم ارتباطات مذهبی خود را به تدریج از دست داد و نام سنت مارک به آرامی کمرنگ شد، باشگاه اغلب سنت مارک را درون پرانتز قرار می‌داد. گذشته از اینکه اولین فصل فوتبال با نام جدید اتحادیه گورتون بود، اما در فصل ۱۸۸۴–۸۵ چندین مورد مشاهده شد که این تیم از نام سنت مارک استفاده کرده است. در اوایل فصل این تیم به اتحادیه فوتبال منچستر و منطقه پیوستند و بعداً اولین بازی خود را در مسابقات جام بزرگسالان منچستر با نام سابق رقابت‌های جام چالش منچستر و منطقه برگزار کردند، در پایان این مسابقه گورتون با نتیجه ۱ بر ۰ مقابل تیم دانشگاه دالتون هال شکست خورد. این همچنین اولین فصلی بود که طراحی پیراهن‌های پوشیده بازیکنان در مسابقات به‌طور مشخص شناخته می‌شود. یک عکس از تیم گورتون وجود دارد که نشان می‌دهد پیراهن‌های این تیم سیاه است و یک صلیب سفید رنگ بر روی آن وجود دارد که برای بسیاری از طرفداران نمادین است و محبوبیت زیادی در بین آن‌ها دارد. اطلاعات و سوابق موجود نشان می‌دهد که این باشگاه در طول سالهای ادغام خود با باشگاه بله ویو (وست گورتون اتلتیکو) با کیت‌های قرمز و سیاه بازی کرده است. اگرچه باشگاه گورتون چندین سال در آن زمان از جهاتی با سایر باشگاه‌های محلی برابر بوده است مانند وست منچستر، هیوود مرکزی وغیره. دو فصل گذشته این باشگاه‌ها از گورتونی‌ها پیشی گرفته بودند و قبل از صعود به سطح رقابت‌های جام ملت‌های در حال رشد (جام حذفی)، در جام بزرگسالان منچستر نامی برای خود ساخته بودند، گورتون با این وجود در مسابقات جام بزرگسالان منچستر به مبارزه ادامه داد و سرانجام اولین پیروزی خود در جام را با نتیجه ۵–۱ مقابل شرکای سابق خود وست گورتون اتلتیک (Belle Vue) در اواخر سال ۱۸۸۶ به‌دست‌آورد. تابستان ۱۸۸۷، سه تغییر در باشگاه اتفاق افتاد که باعث تحولات بزرگی شد. اولین تغییر این بود که این باشگاه بار دیگر از محل بازی و ورزشگاه خانگی خود خارج شد و به یک منطقه و استادیوم جدید احتیاج داشت. پس از مدتی جستجو، سرانجام یکی استادیوم و منطقه در نزدیکی یک راه‌آهن در آردویک شناسایی شد. در حالی که این زمین در ابتدا غیرقابل استفاده و ناهموار بود، بالاخره بخاطر ضرورت داشتن یک استادیوم خانگی این باشگاه به ناچار این زمین را با نرخ ۱۰ پوند اجاره کرد. زمین جدید در نزدیکی هتل هاید رود قرار داشت و این باشگاه رابطه خوبی با صاحب هتل، استفان چستر-تامپسون ایجاد کرد که به باشگاه اجازه داد که در ازای استفاده از امکانات هتل خود از زمین استفاده کنند و بعداً به باشگاه اجازه نصب جایگاه‌های تماشاگران را داد. این قرار بود آغاز ارتباط طولانی بین صاحب زمین و باشگاه باشد، یکی دیگر از شاخه‌های پیوند باشگاه با هتل هاید رود این بود که این باشگاه اولین نام مستعار خود را به‌دست‌آورد، آن‌ها مدتی به عنوان آبجوسازان (Brewerymen) شناخته می‌شدند. اولین مسابقه باشگاه در استادیوم کاملاً جدید هاید رود قرار بود در مقابل سالفورد برگزار شود. در ۱۰ سپتامبر ۱۸۸۷ این استادیوم افتتاح شد اما این یک رویداد غیرقانونی بود چون سالفورد موفق به حضور در این مسابقه نشد! دومین تغییر در این باشگاه مربوط به نام آن‌ها بود. این باشگاه دیگر در محدوده گورتون نبود و مسئولان این باشگاه تصمیم گرفتند نام فعلی باشگاه با توجه به حضور آن‌ها در منطقه اردویک اشتباه هست و نام باشگاه را از گورتون به اردویک تغییر دادند. تغییر سوم و نهایی مربوط به ساختار پرداخت باشگاه بود. در حالی که این باشگاه از زمان تأسیس به‌طور رسمی آماتور بوده است و هیچ گونه پرداختی به بازیکنان خود نداشته است، برای اولین بار در سال ۱۸۸۷ تصمیم گرفته شد که به یک بازیکن حقوق هفتگی ۵ شیلینگ داده شود، با این کار باشگاه به یک باشگاه حرفه ای تبدیل شد.
در سال ۱۸۸۹ انفجار در معدن زغال‌سنگ در نزدیکی هاید رود منجر به مرگ ۲۳ معدنچی شد که در آردویک و نیوتن هیث زندگی می‌کردند. دو باشگاه اردویک و نیوتن هیث به دلیل کمک به صندوق کمک به بازماندگان این فاجعه یک بازی دوستانه انجام دادند.
تصمیم‌گیری برای ساخت یک تیم برنده و مدعی قهرمانی در جام‌ها باعث شد تا مربی لارنس فورنیس و جان آلیسون یک سفر به اسکاتلند انجام بدهند تا بازیکنان بهتر و سطح بالاتری را پیدا کنند و به تیم اضافه کنند. این سفر موفقیت‌آمیز بود و آن‌ها چندین بازیکن از جمله دروازه‌بان ویلیام داگلاس، دیوید رابسون و دیوید ویر بازیکن ملی پوش انگلیس را به خدمت گرفتند که این بازیکنان در چند سال آینده به بازیکنان اصلی باشگاه تبدیل شدند. در سال ۱۸۹۱ اردویک توانست اولین جام تاریخ باشگاه را کسب کند، این باشگاه توانست در فینال جام منچستر ۱ بر ۰ نیوتن هیث را شکست بدهد و قهرمان جام منچستر شد و به شهرت گسترده‌ای دست یافت.

### پایان زودرس عصر طلایی
مشکلات مالی در فصل ۹۴–۱۸۹۳ منجر به آسیب ساختار باشگاه شد و این تیم مجدداً نام خود را تغییر داد و از اردویک تبدیل به منچسترسیتی شد.در سال ۱۸۹۴ مربی جوشوا پارلبی بیلی مردیث نوزده ساله را از نورتویچ ویکتوریا خریداری کرد. آینده ای درخشان در انتظار جادوگر ولزی بود و او اولین بار برای تیم ملی خود ولز، در سال ۱۸۹۵ به میدان رفت. با این حال بیلی در طول هفته به کار در معدن مشغول بود تا اینکه در سال ۱۸۹۶ سرانجام منچستر سیتی اصرار کرد که او کار خود را رها کند. این باشگاه با سرعت بالایی در حال رشد بود و در سال ۱۸۹۵ طی یک سال از آغاز فعالیت باشگاه در یک بازی در روز جمعه جمعیتی بیش از ۲۰٬۰۰۰ نفر برای تماشای مسابقه این تیم به ورزشگاه آمدند. هواداران منچسترسیتی در آن زمان مشهور به هواداران پرشور بودند. در فصل ۱۸۹۸–۹۹ بیلی مردیث به منچسترسیتی کمک کرد تا به لیگ دسته اول فوتبال صعود کند. او چهار هتریک کرد و در پایان فصل ۲۹ گل برای سیتی به ثمر رساند. بیلی گیلسپی نیز در آن فصل عملکرد خوبی داشت. منچستر سیتی در اولین فصل حضور در لیگ برتر کار آسانی در پیش نداشت و در رده هشتم قرار گرفت. در آوریل ۱۹۰۰ مربی سام اورمرود موفق شد نیوتن هیث را متقاعد کند که ستاره ستاره خود جو کسیدی را به قیمت ۲۵۰ پوند بفروشد. بعد از یکسال از جذب این بازیکنان در آوریل ۱۹۰۱ کسیدی به میدلزبرو به قیمت ۷۵ پوند فروخته شد، کسیدی به این دلیل بفروش رفت که چون ارزش حقوق دریافتی ۴ پوند در هفته خود را نداشت. مربی سام اورمرود از این تصمیم ناراحت شد اما بعداً مشخص شد که مدیران باشگاه اعتماد خود را به سام از دست داده‌اند و او دیگر تصمیمات اصلی را نمی‌گیرد.
نیوتن هیث دیگر تیم شهر منچستر از نظر مالی دچار مشکل شد. در سال ۱۹۰۱ این باشگاه یک بازار بزرگ چهار روزه در سنت جیمز هال، خیابان آکسفورد، منچستر برگزار کرد. این باشگاه برای جلوگیری از ورشکستگی نیاز به جمع‌آوری ۱۰۰۰ پوند داشت. حتی منچستر سیتی نیز به نیوتن هیث کمک مالی کرد، اما در پایان روز سوم به نظر می‌رسید که این باشگاه نمی‌تواند ۱۰۰۰ پوند جمع‌آوری کند. هری استافورد بازیکن تیم نیوتن این ایده را داشت که از سگ خود که از نژاد سنت برنارد بود برای جمع‌آوری پول استفاده کند. او در حالی که یک جعبه برای جمع‌آوری پول به پشت سگ بسته بود به طرز دوستانه‌ای بین دکه‌ها سرگردان به امید اینکه سگ برای کمک‌های مالی جلب توجه کند. در روز چهارم بازار بزرگ، تاجر ثروتمند جان هنری دیویس که صاحب یک کارخانه آبجوسازی موفق در منچستر بود تصمیم گرفت سگ هری را بخرد، دیویس این حیوان را دوست داشت و تصمیم گرفت سگ را برای دخترش بخرد پس از استافورد تصمیم گرفت از وضعیت مالی نیوتن هیث به دیویس بگوید. این دو نفر با هم دوست شدند و تصمیم گرفتند پیشنهادی برای تصاحب باشگاه ارائه دهند. در سال ۱۹۰۲ نیوتن هیث ۲٬۶۷۰ پوند بدهی داشت و با دستور انحلال روبرو شد. در جلسه سهامداران در تالار نیو ایسلینگتون، هری استافورد اعلام کرد که او و چهار تاجر ثروتمند محلی از جمله جان هنری دیویس مایل به پذیرش و پرداخت بدهی‌های نیوتن هیث هستند. اتحادیه فوتبال این طرح را تصویب کرد و نیوتن هیث به منچستر یونایتد تبدیل شد. در فصل ۱۹۰۱–۰۲ منچسترسیتی به دسته پایین‌تر سقوط کرد. سام اورمرود استعفا داد و تام مالی، بازیکن سابق پرستون نورث اند به جای او قرار گرفت. در یک بازی تمرینی عمومی قبل از فصل، دی جونز که با بیلی مردیث در تیم ملی ولز بازی می‌کرد از ناحیه زانو به شدت مصدوم شد، علی‌رغم معالجه پزشک باشگاه، ظرف یک هفته زخم عفونت کرد و متأسفانه این بازیکن فوت کرد.
در فصل ۱۹۰۳–۰۴ منچستر سیتی در لیگ دسته اول با بدشانسی به مقام دوم رسید و قهرمانی را از دست داد، در این فصل سیتی توانست به فینال جام حذفی راه یابد در فینال مقابل بولتون واندررس با تک گل مردیث به پیروزی رسید و قهرمان جام حذفی شد با این قهرمانی سیتی به اولین باشگاه فوتبال در منچستر تبدیل شد که توانست یک افتخار بزرگ کسب کند.
اتحادیه فوتبال از پیشرفت سریع منچسترسیتی متعجب شده بود و در آن تابستان آن‌ها تصمیم گرفتند تحقیقاتی در مورد نحوه اداره این باشگاه انجام دهند. با این حال، مقامات فقط برخی بی نظمی‌های جزئی را کشف کردند و هیچ پرونده‌ای علیه این باشگاه تشکیل نشد. فصل بعد منچسترسیتی دوباره برای قهرمانی به چالش کشیده شد. سیتی در آخرین روز فصل برای قهرمانی فقط نیاز به شکست استون ویلا داشت. اما سیتی این بازی را با نتیجه ۳–۱ به استون ویلا واگذار کرد و با دو امتیاز کمتر از تیم قهرمان نیوکاسل در رده سوم ایستاد. بعد از بازی سیتی و استون ویلا الک لیک ادعا کرد که بیلی مردیث ۱۰ پوند به او پیشنهاد داده است تا بازی را به نفع سیتی واگذار کند، اتحادیه فوتبال بدون آنکه تحقیقات کاملی در این مورد کند مردیث را به مدت یک سال از بازی در فوتبال محروم کرد.
اتحادیه فوتبال بعداز محرومیت سخت گیرانه مردیث بازیکن سیتی این بار خود باشگاه سیتی را هدف قرار داده بود و قصد داشت تحقیقاتی در مورد فعالیت‌های مالی منچستر سیتی انجام دهد! در نتیجه تحقیقات آن‌ها سیتی بخاطر پرداخت غیرقانونی به بازیکنان، اتحادیه فوتبال تام مالی مربی سیتی را برای همیشه از فوتبال تعلیق کرد. هفده بازیکن جریمه شدند و تا ژانویه ۱۹۰۷ محروم شدند. بیلی گیلسپی بازیکن سیتی از پرداخت جریمه خودداری کرد و در عوض به ایالات متحده مهاجرت کرد. همان‌طور که گری جیمز در منچسترسیتی خاطرنشان کرد: «اساساً، کل تیمی که در سال ۱۹۰۴ به عنوان قهرمان جام حذفی رسید و در دو فصل اخیر با بدشانسی قهرمانی لیگ را از دست داده بود دو سال از حضور در مسابقات قهرمانی به سختی محروم شد. این یک پایان ناعادلانه و زودرس اولین تیم سیتی بود، عصر طلایی.»
روزنامه‌نگاران و خبرنگاران می‌دانستند که تقریباً هر باشگاهی در لیگ فوتبال به بازیکنان خود پرداخت غیرقانونی می‌کند اما اتحادیه به حرف‌های آن‌ها توجه نمی‌کرد و انگار فقط قصد نابودی عصر طلایی سیتی را دارند. نویسندگان فوتبال مستقر در منچستر گفتند که سیتی تنها باشگاهی در انگلیس نیست که پرداخت‌های غیرقانونی به بازیکنان خود دارد و اگر اتحادیه تحقیقاتی در مورد دیگر باشگاه‌های لیگ به عمل آورد قطعاً نتایجی مشابه با نتایج تحقیقات در مورد مسئله پرداختی سیتی خواهد داشت اما اتحادیه توجهی با حرفای‌های دیگران نمی‌کرد و حتی کوچک‌ترین تحقیقاتی در مورد مسائل مالی باشگاه‌ها دیگر به عمل نیاورد. هزاران نفر از اتحادیه فوتبال شکایت کردند، اما این اتحادیه از کاهش ممنوعیت‌ها و جریمه‌ها خودداری کرد. منچستر سیتی مجبور شد بازیکنان خود را بفروشد تا پول پرداخت جریمه‌ها را جمع کند. حراجی در هتل کوئین در منچستر، مربی یونایتد ارنست منگنال بیلی مردیث را فقط با پرداخت ۵۰۰ پوند خرید. منگنال همچنین سه عضو با استعداد دیگر سیتی را به نام‌های هربرت برجیس، سندی ترنبول و جیمی بنیستر خریداری کرد. هری نیوبولد در ژوئیه ۱۹۰۶ به عنوان مربی جدید منصوب شد. در نتیجه این ممنوعیت‌ها و نقل و انتقالات سیتی فقط ۱۱ بازیکن برای بازی در دسترس داشت. دو بازی اول در فصل ۱۹۰۶–۰۷ منجر به شکست سنگین مقابل آرسنال (۴–۱) و اورتون (۹–۱) شد. منچسترسیتی در آن فصل در جایگاه خوبی قرار نگرفت. منچستر سیتی در فصل ۱۹۰۷–۰۸ در جایگاه ۳ قرار گرفت. با این حال یونایتد، تیمی که شامل عصر طلایی سیتی و ستاره‌های سابق این تیم، بیلی مردیت، هربرت برگس، سندی ترنبول و جیمی بنیستر بود، قهرمان لیگ شد و توانست اولین قهرمانی تاریخ خود را با ستارگان سیتی به‌دست‌آورد. همچنین در ان سالها که یونایتد قهرمان لیگ، حذفی و سوپرکاپ شد بازیکنان سیتی نقش به سزایی در ان قهرمانی‌ها داشتند.

### انتقال منگنال به سیتی (۱۹۰۸–۱۹۲۳)
در فصل ۱۹۰۸–۰۹ منچستر سیتی به دسته پایین‌تر سقوط کرد.
در سال ۱۹۰۹ ایروین تورنلی به عنوان کاپیتان باشگاه منصوب شد. او به این مسئولیت جدید خوب پاسخ داد و در ۱۷ بازی ابتدایی ۱۲ گل به ثمر رساند. وی سپس به شدت مصدوم شد و ادامه فصل را از دست داد. سپس سیتی توانست در لیگ دو اول شود و به لیگ برتر راه یافت.
در اوت ۱۹۱۲، ارنست منگنال تصمیم گرفت از منچستریونایتد به منچسترسیتی نقل مکان کند.
منچسترسیتی شروع خوبی در فصل ۱۹۱۲–۱۳ داشت و در هر تمام بازی‌های خود در ماه سپتامبر پیروز شد. با این حال سیتی نتوانست عملکرد خوب خود را حفظ کند و در پایان فصل ششم شد. سیتی در ۱۹۱۳–۱۴ و در ۱۹۱۴–۱۵ در رده پانزدهم ایستاد. لیگ فوتبال پس از جنگ جهانی اول اول در فصل ۱۹۱۹–۲۰ از سر گرفته شد. منگنال تصمیم گرفت بیلی مردیث ۴۶ ساله از یونایتد بخرد. در آن سال سیتی در مکان ۷ قرار گرفت. سیتی در فصل ۱۹۲۰–۲۱ باز هم با بدشانسی قهرمانی را از دست داد و با پنج امتیاز کمتر از تیم اول دوم شد. در سال ۱۹۲۳ ارنست منگنال ترتیب انتقال منچسترسیتی به ماین رود را داد. این مورد نزد هواداران محبوب بود و بیش از ۷۶۰۰۰ نفر بازی سیتی با کاردیف را در دور چهارم جام حذفی تماشا کردند. سیتی در این بازی پیروز شد اما در نیمه نهایی مغلوب نیوکاسل شد. در پایان فصل تصمیم گرفته شد که قرارداد مانگنال تمدید نشود.

### اولین قهرمانی در لیگ (۱۹۲۴–۱۹۵۵)
دیوید اشورث مربی باشگاه شد. اولین خرید مهم وی سم کووان بود که در دسامبر ۱۹۲۴ به منچسترسیتی پیوست. کووان به منچسترسیتی کمک کرد تا به فینال جام حذفی ۱۹۲۶ برسد. در سال ۱۹۲۸ اریک بروک و دوستش فرد تیلسون، هر دو از بارنزلی به منچسترسیتی پیوستند. مت بازبی ۱۹ ساله نیز به سیتی پیوست. در آن فصل این باشگاه توانست در لیگ دسته دوم اول شود. در فصل بعد این باشگاه با ارنی توسلند قرارداد بست. منچستر سیتی در فصل ۳۰–۱۹۲۹ در جایگاه ۳ ایستاد. کووان یک فصل خوب را پشت سر گذاشت. مت بازبی یک بار گفت که کووان متواند طوری با سر به توپ ضربه وارد کند که مسیر طولانی را طی کند. این باشگاه در سالهای ۱۹۳۰–۳۱ در رده هشتم و در ۱۹۳۱–۳۲ چهارم شد. ویلف وایلد در ۱۴ مارس ۱۹۳۲ سرمربی منچسترسیتی شد. در آن فصل این باشگاه در جایگاه چهاردهم لیگ قرار گرفت. با این حال سیتی توانست به فینال جام حذفی برسد و می‌بایست فینال مقابل اورتون بازی کند. تیلسون به دلیل مصدومیت غایب بزرگ سیتی در فینال بود و نهایتا سیتی در این فینال ۳–۰ شکست خورد.
در فصل ۱۹۳۳–۳۴ منچستر سیتی در لیگ دسته اول در رتبه پنجم قرار گرفت. منچسترسیتی در این فصل توانست به فینال جام حذفی برسد و باید در فینال مقابل پورتسموث بازی می‌کرد. سیتی توانست در این فینال به پیروزی برسد و قهرمان جام حذفی شد. در طول فصل ۱۹۳۳–۳۴، منچسترسیتی رکورد پر تماشاگرترین بازی خانگی در تاریخ انگلستان را در شکست داد. این رکورد استثنایی در جریان پیروزی یک بر صفر سیتی مقابل استوک سیتی به ثبت رسید با حضور ۸۴٬۵۶۹ تماشاگر در ورزشگاه ماین رود(در حالی که ظرفیت ورزشگاه ۳۵۰۰۰ نفر بود). در آوریل ۱۹۳۴ ویلف وایلد، سام بارکاس را به خدمت گرفت. یک مدافع کناری قوی و توانا. ویلف وایلد در کمال تعجب تصمیم به فروش مت بازبی به لیورپول در مارس ۱۹۳۶ گرفت. او همچنین سام کووان را به تیم دیگری منتقل کرد. با این حال با ظهور بازیکنانی مانند اریک بروک، الک هرد، فرد تیلسون، ارنی توسلند، فرانک سوییفت، جکی بری، بیلی دیل و سم بارکاس، سیتی به عنوان باشگاهی شناخته می‌شد که به احتمال زیاد سلطه تیم آرسنال را به چالش می‌کشد که در فصول ۱۹۳۲–۳۳، ۱۹۳۳–۳۴ و ۱۹۳۴–۳۵ عنوان‌های قهرمانی را کسب کرده بود. تعداد بی‌سابقه ۷۹٬۴۹۱ تماشاگر بازی منچسترسیتی برابر آرسنال در ماین رود در ۲۳ فوریه ۱۹۳۵ را تماشا کردند. اریک بروک گل سیتی را در تساوی ۱–۱ به ثمر رساند. با این حال، این فصل ناامیدکننده بود زیرا سیتی فقط توانست در جایگاه ۹ لیگ قرار بگیرد. در فوریه ۱۹۳۶ ویلف وایلد، پیتر دوهرتی را از بلکپول خریداری کرد. در پایان سال ۱۹۳۶ منچستر سیتی ۲۳ امتیاز از ۴۴ امتیاز ممکن را به دست آورده بود. همان‌طور که گری جیمز در منچسترسیتی اشاره کرد: "این هنوز برای مدعی شدن سیتی در قهرمانی لیگ کافی نبود، اما به اندازه کافی بود که بتواند پایه و اساس یک تیم مدعی را ایجاد کند. درسال نو سیتی بازی‌هایش را پیروز شد و از از جدول بالا رفت و در زمان بازی با آرسنال در آوریل ۱۹۳۷، هر دو تیم در جایگاه‌های برتر لیگ بودند. جمعیت ۷۴۹۱۸ نفری تماشاگر گلزنی‌های پیتر دوهرتی و ارنی توسلند بودند که باعث شد سیتی ۲–۰ ارسنال را شکست دهد. طی سه هفته آینده منچسترسیتی توانست ساندرلند (۳–۱)، پرستون نورث اند (۵–۲) و شفیلد ونزدی (۴–۱) را شکست دهد و قهرمان لیگ برتر شد. سیتی در فصل ۳۷–۱۹۳۶ ۱۰۷ گل به ثمر رساند، پیتر دوهرتی (۳۰)، اریک بروک (۲۰)، الک هرد (۱۷)، فرد تیلسون (۱۵) و ارنی توسلند (۷) بیشترین گل را به ثمر رساندند.در پایان این فصل آرسنال در رده سوم، چلسی رده سیزدهم، لیورپول رده هجدهم قرار گرفتند و منچستریونایتد به دسته پایین‌تر سقوط کرد اما در فصل بعد با کمال تعجب سیتی که در فصل بیشتر از هر تیم دیگری توانست گل بزند به دسته پایین‌تر سقوط کرد. بیست سال بعد، سیتی با الهام از یک سیستم تاکتیکی معروف به نام Revie plan(یک سیستم تاکتیکی در فوتبال ارتباطی بود که در دهه ۵۰ توسط منچسترسیتی مورد استفاده قرار گرفت. این سیستم به نام دون ریی بازیکن منچسترسیتی انتخاب شد که مهم‌ترین نقش را در آن داشت) توانست همانند دهه ۱۹۳۰ در دو فصل متوالی به فینال جام حذفی برسد. سیتی اولین فینال را در فصل ۱۹۵۴–۵۵ با نتیجه ۳–۱ به نیوکاسل واگذار کرد؛ و در دومین فینال در فصل ۱۹۵۵–۵۶ توانست ۳–۱ بیرمنگام سیتی را شکست بدهد و قهرمان جام حذفی شد، برت تراوتمن دروازه‌بان سیتی پس از شکستن گردن خود، باز هم به بازی کردن ادامه داد.

### دوران جو مرسر و مالکوم الیسون (۱۹۶۳–۱۹۷۰)
در آینده پس از سقوط به لیگ دسته پایین‌تر در سال ۱۹۶۳، سیتی با حضور کم هواداران در ورزشگاه خانگی روبه رو شد، حضور ۸٬۰۱۵ نفر در ورزشگاه در برابر سویندون تاون در ژانویه ۱۹۶۵، که نشان می‌داد آینده تاریکی در انتظار سیتی است. در تابستان سال ۱۹۶۵، تیم مدیریتی جو مرسرو مالکوم آلیسونسکان هدایت سیتی را بر عهده گرفتند. در فصل اول زیر نظر مرسر، سیتی توانست قهرمان لیگ دسته دوم انگلستان شود و به لیگ برتر راه یافت. مرسر خریدهای مهمی را انجام داد از جمله مایک سامربی و کالین بل. در ۱۹۶۷–۶۸، منچسترسیتی توانست برای دومین بار قهرمان لیگ برتر شودو در آخرین روز فصل با پیروزی ۴–۳ در مقابل نیوکاسل یونایتد عنوان قهرمانی را از آن خود کرد. در ادامه عملکرد خوب جو مرسر، سیتی در فصل ۱۹۶۸_۶۹ توانست قهرمان جام حذفی شود، و در فصل ۱۹۶۹_۷۰ سیتیزن‌ها توانستند در وین با پیروزی ۲_۱ برابر گورنیک زابژه اولین قهرمانی اروپایی خود را کسب کنند، سیتی همچنین در آن فصل توانست در جام اتحادیه قهرمان شودو به دومین تیم تاریخ انگلیس تبدیل شد که در یک فصل یک جام اروپایی و یک جام داخلی به دست می‌آورد.

### دوران طولانی افت (۱۹۷۰–۲۰۰۸)
این باشگاه در طول دهه ۱۹۷۰ به کسب افتخارات ادامه داد و در دو فصل با تنها یک امتیاز اختلاف قهرمانی لیگ را از دست داد، سیتی در فصل ۷۴–۱۹۷۳ به فینال جام اتحادیه رسید اما با نتیجه ۲–۱ از ولورهمپتون شکست خورد. یکی از دیدارهای که هواداران منچستر سیتی آن را بسیار دوست دارند، دیدار نهایی فصل ۷۴–۱۹۷۳ برابر یونایتد است که یونایتد برای جلوگیری از سقوط به دسته پایین‌تر به برد نیاز داشت. دنیس لاو بازیکن سابق یونایتد با یک ضربه فوق‌العاده تماشایی دروازه یونایتد را باز کرد تا سیتی ۱–۰ در اولدترافورد به پیروزی برسد و این برد منچسترسیتی، یونایتد را به دسته پایین‌تر فرستاد. منچستر سیتی توانست در فصل ۷۶–۱۹۷۵ در فینال جام اتحادیه مقابل نیوکاسل ۲–۱ به پیروزی برسد و عنوان قهرمانی را از ان خود کرد.
سیتی بعداز موفقیت در دهه ۱۹۶۰ و ۱۹۷۰ وارد یک دوره افت طولانی شد. مالکوم آلیسون برای بار دوم در سال ۱۹۷۹ سکان هدایت تیم سیتی را بر عهده گرفت اما مبالغی را برای خرید چندین بازیکن ناموفق مانند استیو دالی هدر داد، پس از آن هفت نفر فقط در دهه ۱۹۸۰ سرمربی سیتی شدند. با هدایت جان باند، سیتی به فینال جام حذفی ۱۹۸۱ رسید اما در بازی برگشت به تاتنهام باخت. این باشگاه دو بار در دهه ۱۹۸۰ به دسته پایین‌تر سقوط کرد (در سال ۱۹۸۳ و ۱۹۸۷) اما در سال ۱۹۸۹ دوباره به لیگ برتر بازگشت و در ۱۹۹۱ و ۱۹۹۲ با مدیریت پیتر رِید پنجم شد. با این حال پس از رفتن رِید، منچسترسیتی از نظر مالی ضعیف و ضعیف تر شد. سیتی از زمان ایجاد لیگ برتر در سال ۱۹۹۲ از بنیانگذاران لیگ برتر بود، اما پس از کسب مقام نهم در اولین فصل خود، سه فصل دیگر در لیگ برتر بود تا اینکه در سال ۱۹۹۶ به دسته پایین‌تر سقوط کرد.
پس از سقوط به دسته پایین‌تر، باشگاه دچار تحولاتی در خارج از زمین شد و مالک جدید دیوید برنشتاین از نظر مالی کمکی به سیتی کرد. با مربیگری جو رویل، سیتی توانست با پشت سر گذاشتن مرحله پلی اف به لیگ برتر صعود کند اما این یک گام محکم نبود و این تیم باز هم در سال ۲۰۰۱ سقوط کرد. کوین کیگان جایگزین رویل شد و با کسب عنوان قهرمانی لیگ دسته یک ۲۰۰۱–۲۰۰۲، با شکستن رکوردهای باشگاهی از نظر تعداد امتیازات کسب شده و تعداد گل‌ها در یک فصل، به لیگ برتر بازگشت و بعداز بازگشت به لیگ برتر توانست راهی مسابقات اروپایی شود. فصل ۰۳–۲۰۰۲ آخرین فصل حضور سیتی در ماین رود بود. در فصل ۲۰۰۳، این باشگاه به ورزشگاه جدید خود (اتحاد) نقل مکان کرد. چهار فصل اول حضور در استادیوم جدید سیتی در میانه‌های جدول یود. سرمربی سابق انگلیس اریکسون سال ۲۰۰۷ سرمربی سیتی شد و به عنوان اولین مربی غیر انگلیسی باشگاه تبدیل شد. در ۴ ژوئن ۲۰۰۸، مارک هیوز جایگزین اریکسون شد.

### مالک جدید (۲۰۰۸–۲۰۱۶)
تا سال ۲۰۰۸، سیتی از نظر اقتصادی در وضعیت فوق‌العاده بدی قرار داشت. تاکسین شیناواترا سال قبل کنترل باشگاه را به دست گرفته بود، اما بخاطر مشکلات سیاسی امکان استفاده از ثروت دارایی‌های ممکن نبود. سپس در اوت ۲۰۰۸، این باشگاه توسط منصور بن زاید آل نهیان خریداری شد. سیتی، روبینیو بازیکن برزیلی رئال مادرید را با پرداخت ۳۲٫۵ میلیون پوند به خدمت گرفت. در اوایل با وجود وارد شدن ثروت به باشگاه سیتی همچون سایر تیم‌های جهان، این تیم پیشرفت زیادی در عملکرد خود در مقایسه با فصل قبل نداشت و در جدول دهم شد، اگرچه سیتی توانست به مرحله یک چهارم نهایی لیگ اروپا برسد. در تابستان ۲۰۰۹، سیتی با خرید بازیکنایی مانند: گرت بری، امانوئل آدبایور، کارلوس توز و جولین لسکاتو.. توانست جان تازه ای بگیرد. در دسامبر ۲۰۰۹، مارک هیوز - که اندکی قبل از تغییر مالکیت جدید استخدام شده بود در ابتدا توسط هیئت مدیره جدید حفظ شد اما بعداً سیتی روبرتو مانچینی را جایگزین هیوز کرد. سیتی فصل را در جایگاه پنجم لیگ برتر به اتمام رساند، فرصت حضور در لیگ قهرمانان را از دست داد و در فصل ۱۰–۲۰۰۹ در لیگ اروپا شرکت کرد.
سیتی که همچون تیم‌های جهان و لیگ برتر صاحب مالکی ثروتمند شده بود توانست روند صعودی را در پیش بگیرد. منچسترسیتی پس از شکست دادن یونایتد در نیمه نهایی جام حذفی، توانست به فینال جام حذفی ۱۱–۲۰۱۰ برسد، و در فینال ۱_۰ استوک سیتی را شکست داد و قهرمان جام حذفی شد و بدین ترتیب پنجمین جام حذفی خود را کسب کرد. در آخرین روز از فصل ۱۱–۲۰۱۰، سیتی آرسنال را شکست داد و ضمن اینکه توانست رده سوم را از آن خود کند مستقیماً به مرحله گروهی لیگ قهرمانان اروپا صعود کرد.
در فصل ۱۲–۲۰۱۱ نمایش‌های قدرتمندانه همچنان ادامه داشت، شکست دادن تاتنهام با نتیجه ۵–۱، تحقیر یونایتد با نتیجه ۶–۱ در ورزشگاه اولدترافورد. اگرچه فرم قوی در نیمه‌های فصل کمرنگ شد و سیتی در یک مقطعی از فصل هشت امتیاز از صدرنشین عقب بود وتنها شش بازی دیگر باقی مانده بود، اما افت یونایتد باعث شد آبی پوشان منچستر در دو بازی مانده به اتمام لیگ در امتیازات با یونایتد مساوی شوند، علی‌رغم اینکه سیتی تنها به یک برد خانگی برابر تیمی در منطقه سقوط نیاز داشت، اما سیتیزن‌ها در پایان وقت عادی بازی آخر یک گل از حریف عقب بودند و باعث شد بازیکنان و هوادارهای یونایتد جشن قهرمانی بگیرند، اما در وقت‌های اضافی نیمه دوم سیتی دو گل به ثمر رساند و یک برد و قهرمانی دراماتیک دست یافتند و سیتی با مربیگری روبرتو مانچینی بعداز ۴۴ سال دوباره قهرمان لیگ شد و همچنین پنجمین تیم تاریخ لیگ برتر شد که از زمان ایجاد این لیگ (فرمت جدید) توانسته قهرمان شود. پس از آن قهرمانی دراماتیک سیتی رسانه‌های انگلیس و سراسر جهان لحظه قهرمانی سیتی را مهم‌ترین و دراماتیک‌ترین اتفاق تاریخ لیگ انگلستان دانستند.
در فصل بعد سیتی نتوانست روند خوب خود را حفظ کند و در لیگ قهرمانان هم نتیجه خوبی نگرفت و حذف شد. سیتی در فینال جام حذفی فصل ۱۳–۲۰۱۲ با شکست ۱–۰ مقابل ویگان قهرمانی را از دست داد. مانچینی دو روز بعد برکنار شد، ظاهراً چون در این فصل نتوانسته بود به اهداف خود برسد، اما سردبیر ورزشی بی‌بی‌سی دیوید باند گزارش داد که وی به دلیل ارتباطات ضعیف و روابطش با بازیکنان و مدیران از کار اخراج شده است؛ و مانوئل پلگرینی جانشین مانچینی شد.
در اولین فصل پلگرینی، سیتی قهرمان جام اتحادیه شدو در آخرین روز فصل عنوان قهرمانی لیگ برتر فصل ۱۴–۲۰۱۳ را به‌دست‌آورد. با این حال، اوضاع سیتی در چند سال آینده در لیگ چشمگیر نبود و تا سال ۲۰۱۶ پلگرینی در سیتی ماندگار بود و توانست در آخرین روزهای خود در سیتی قهرمان جام اتحادیه فصل ۱۶–۲۰۱۵ شود، پلگرینی همچنین توانست بهترین نتیجه سیتی در لیگ قهرمانان اروپا را هم بگیرد.

### دوران پپ گواردیولا (۲۰۱۶–اکنون)
پپ گواردیولا، سرمربی سابق بارسلونا و بایرن مونیخ، بعداز اخراج پلگرینی در سال ۲۰۱۶ سرمربی سیتی شد. با هدایت گواردیولا، منچسترسیتی با کسب بالاترین امتیاز(۱۰۰امتیاز) در تاریخ لیگ برتر عنوان قهرمانی لیگ برتر ۱۸–۲۰۱۷ را به‌دست‌آوردو رکوردهای فوق‌العاده ای را به ثبت رساند. سیتیزن‌ها در این فصل هم توانستند به غیر از لیگ قهرمان جام اتحادیه هم شوند و سرخیو آگوئرو بهترین گلزن تاریخ باشگاه سیتی شد.
گواردیولا سپس با سیتی توانست در فصل ۱۹–۲۰۱۸ تمام جام‌های داخلی ممکن را کسب کند، لیگ برتر، جام حذفی، جام اتحادیه، سوپر کاپ، برای اولین بار در تاریخ انگلستان.
اولین بار در تاریخ منچسترسیتی بود که این باشگاه توانست از عنوان قهرمانی خود در لیگ برتر دفاع کند؛ و سیتی به اولین تیم تاریخ انگلیس تبدیل شد که توانسته سه‌گانه داخلی را کسب کند. در سال ۲۰۲۰، یوفا این باشگاه را به دلیل نقض مقررات مالی برای دو فصل از حضور در مسابقات اروپایی منع کرد. اما سیتی به دیوان داوری ورزش متوسل شد، و طی چند ماه این ممنوعیت را لغو کرد با این حال، دادگاه حکمیت ورزش (CAS) ۱۰ میلیون یورو سیتی را جریمه کرد.
قدرت سیتی در فصل ۲۰–۲۰۱۹ بخاطر رفتن کاپیتان خود کمپانی کاهش یافت و دفاع این تیم دچار ضعف بزرگی شد.
سیتی این فصل را با هدف هتریک قهرمانی آغاز کرده بود اما چند هفته بعداز آغاز لیگ داوری‌ها علیه این تیم شروع شد، نقطه شروع این داوری‌ها بد و به ضرر سیتی از بازی مقابل تاتنهام شروع شد که داور چندین صحنه را نادیده گرفت، صحنه برخورد توپ با دست حریف، خطا پنالتی و …. که همه این‌ها نشان می‌داد هیچ‌کس دوست ندارد این فصل سیتی به عنوان قهرمانی برسد.
در ادامه داوری‌ها علیه سیتی ادامه‌دار بود در مقابل داوری‌ها به نفع لیورپول بود که می‌شد فهمید اتحادیه دوست دارد لیورپول بعد از سی سال قهرمان شد این موضوع باعث شد لیورپول اختلاف زیادی با تیم دوم که سیتی بود ایجاد کند، نقطه اوج این داوری‌های بد بازی سیتی، لیورپول و بازی سیتی، یونایتد بود.
در بازی با لیورپول دو خطای پنالتی واضح به نفع سیتی گرفته نشد و یکی از گل‌های لیورپول هم افساید بود. در بازی سیتی و یونایتد هم اوضاع مثل بازی با لیورپول بود، بازیکن یونایتد مثل دروازه‌بان‌ها با دستش توپ رو لمس کرد حرکت این بازیکن مثل شیرجه یک دست دروازه‌بان بود اما داور….
در نهایت سیتی فصل را با رده دومی تمام کرد و لیورپول طبق خواسته اتحادیه قهرمان لیگ شد.
در جام حذفی سیتی عملکرد ضعیفی از خود نشان داد و توسط ارسنال حذف شد.
سیتی در این فصل فقط توانست در جام اتحادیه قهرمان شود، این قهرمانی با پیروزی ۲ بر ۱ برابر استون ویلا به‌دست آمد و سیتی توانست برای هفتمین بار قهرمان این جام شود.
در لیگ قهرمانان سیتی بعداز اول شدن در گروه خود در مرحله حذفی با رئال مادرید رو در رو شد و توانست این تیم را شکست بدهد و به مرحله بعدی راه یافت. در این مرحله سیتی با لیون رو در رو شد، در این بازی سیتی توان برد داشت اما با بی دقتی مهاجمانش بازی را باخت و حذف شد، هر چند همه فوتبال دوستان علت این شکست را تاکتیک اشتباه پپ می‌دانستند.
در فصل ۲۱–۲۰۲۰ سیتی با خرید روبن دیاز توانست جای کاپیتان و مدافع سابق خود کمپانی را پر کند، در لیگ سیتی فصل را خوب آغاز نکرد و حتی رتبه ۱۳ جدول را هم تجربه کرد اما رفته رفته این تیم خودش را به بالای جدول نزدیک کرد و بعداز چندین هفته صدر جدول را از آن خود کرد و توانست با اختلاف امتیاز زیادی نسبت به تیم دوم یعنی یونایتد قهرمانی را به دست آورد.
در جام اتحادیه سیتی توانست همانند سال قبل و برای هشتمین بار قهرمان این رقابت‌ها شد. سیتیزن‌ها بعداز حذف تیم همشهری خود یونایتد به فینال این رقابت رسیدند و با تک گل لاپورته مقابل تاتنهام به قهرمانی رسیدند.
در جام حذفی سیتی عملکردی عملکرد ضعیفی همانند سال قبل از خود نشان داد و در مرحله نیمه نهایی با یک گل مغلوب چلسی شد و از رسیدن به فینال جا ماند.
در لیگ قهرمانان اروپا سیتی در گروه خود اول شد و به دور بعد رقابت‌ها صعود کرد، در مرحله یک‌هشتم سیتی در مجموع با نتیجه ۴بر۰ مونشن گلادباخ را حذف کرد و به مرحله یک چهارم نهایی رسید، در این مرحله سیتی با دورتموند روبه رو شد و در مجموع دو بازی رفت و برگشت ۴–۲ به پیروزی رسید. در مرحله نیمه نهایی سیتی در مجموع با نتیجه ۴–۱ پاریسن ژرمن را شکست داد و برای اولین بار در تاریخ خود به فینال لیگ قهرمانان اروپا راه یافت و در مقابل چلسی قرار گرفت. در فینال پپ دست به تغییر عجیبی در ترکیب زد و استرلینگ نااماده و افت کرده را در ترکیب قرار داد و بدون هافبک دفاعی تخصصی این دیدار را شروع کرد. در همان لحظات ابتدایی بازی روی پاس ادرسون استرلینگ می‌توانست با دروازه‌بان تک به تک شود اما با بی دقتی این موقعیت را از دست داد. در ادامه رفته رفته چلسی بازی را در دست گرفت و موقعیت‌های خطرناکی ایجاد کرد و در نهایت هاورتز توانست از شکاف به‌وجود آمده در دفاع سیتی استفاده کند و تنها گل این این دیدار را به ثمر رساند، سیتی برای جبران گل جلو کشید اما هر چه می‌زد به در بسته می‌خورد، اوایل نیمه دوم کوین دیبروینه برخورد سختی با رودیگر داشت و مجبور به ترک زمین شد، سیتی در نیمه دوم صاحب توپ و زمین بود اما هر چه تلاش می‌کرد گل تساوی را به ثمر برسانند بی فایده بود و موقعیت‌ها یکی پس از دیگری از دست می‌رفت، در نهایت بازی با همان تک گل هاورتز به پایان رسید و سیتی قهرمانی را از دست داد. این بازی همچنین آخرین بازی آگوئرو برای سیتی بود و سرخیو بعد از سال‌ها درخشش در سیتی با پایانی غم‌انگیز از این تیم جدا شد.
با جدا شدن آگوئرو آخرین بازیکن از نسل قبلی سیتی که شامل کمپانی، داوید سیلوا، زابالتا، جو هارت، یحیی توره و… بود به پایان رسید. یک نسل طلایی که تنها جامی که از دست آنها دور ماند لیگ قهرمانان اروپا بود.

## نخستین قهرمانی تاریخ منچستر سیتی
۲۳ آوریل سال ۱۹۰۴ در مقابل جمعیتی بالغ بر ۶۰ هزار نفر بیلی مردیث تک گل فینال جام انگلیس را به ثمر رساند تا قهرمانی را برای آبی‌های منچستر به ارمغان آورد. در میان تمامی باشگاه‌های بزرگ و قدرتمند امروزی تنها ۳ باشگاه تاتنهام ۱۹۰۱ (جام حذفی)، لیورپول ۱۹۰۱ (لیگ انگلستان) و میلان ۱۹۰۱ (لیگ ایتالیا) توانست زودتر از سیتی نخستین جام خود را کسب کنند. این اولین قهرمانی حرفه‌ای فوتبال برای یک تیم منچستری بود. تا قبل از قهرمانی منچسترسیتی در جام انگلیس؛ ورزش اول شهر منچستر راگبی بود اما این جام، فوتبال را به صدر فرهنگ مردم شهر منچستر رساند. به عبارتی می‌توان گفت: اینکه امروزه شهر منچستر به عنوان یکی از پایتخت‌های فوتبال شناخته شده است؛ مدیون تیمی به نام منچستر سیتی و سوپراستاری به نام بیلی مردیث هستیم.

## سوابق باشگاه

#### رکورد پیروزی در لیگ
- سیتی۱۱–۳ لینکلن سیتی (۲۳ مارس ۱۸۹۵، بیشترین گل زده)، سیتی ۱۰–۰ دارون (۱۸ فوریه ۱۸۹۹ قاطعانه‌ترین پیروزی)[۷۴]
- رکورد پر گل‌ترین پیروزی در جام حذفی

#### سیتی۱۲–۰لیورپول استنلی (۴ اکتبر ۱۸۹۰)[۷۵]
- رکورد پر گل‌ترین پیروزی در اروپا

#### سیتی۷–۰شالکه (۱۲ مارس ۲۰۱۹)[۷۶]
- سنگین‌ترین شکست در لیگ

#### سیتی۰-ولورهمپتون۸ (۲۳ دسامبر ۱۹۳۳)
- سنگین‌ترین شکست در جام حذفی

#### سیتی۰–۶پرستون (۳۰ ژانویه ۱۸۹۷)
- سنگین‌ترین شکست در اروپا

#### سیتی۰–۴بارسلونا (۱۹ اکتبر ۲۰۱۶)[۷۷]
- منچستر سیتی با ۳۶ برد در سال ۲۰۲۱، رکورد بیشترین تعداد پیروزی در یک سال تقویمی در بالاترین سطح فوتبال انگلیس را به خود اختصاص داده است.[۷۸]
- منچستر سیتی با زدن ۱۱۳ گل در سال ۲۰۲۱ رکورد دار بیشترین گل زده در یک سال تقویمی در تاریخ لیگ انگلیس شد.[۷۹]
- منچستر سیتی رکورددار بیشترین برد خارج از خانه در لیگ انگلیس در طول یک سال با ۱۹ برد.[۸۰]
- منچستر سیتی صاحب بیشترین برد پیاپی در تاریخ انگلیس با ۲۱ پیروزی در تمامی رقابت‌ها[۸۱]
- منچستر سیتی اولین تیم تاریخ انگلیس است که توانسته تمام ۱۰ بازی ابتدایی خود در یک سال میلادی را پیروز شود.[۸۲]
- منچستر سیتی در ۱۹ بازی اخیر لیگ برتر حتی برای یک دقیقه، تیم بازنده زمین نبوده است؛ از این نظر سیتیزن‌ها با آرسنال (۱۹۹۸/۹۹) در تاریخ لیگ برتر رکورددار هستند.[۸۳]
- منچستر سیتی سریع‌ترین تیم تاریخ لیگ قهرمانان اروپا است که به رکورد ۲۰۰ گل زده در این رقابت می‌رسد.[۸۴]
- کسب تمام جام‌های داخلی ممکن برای اولین بار در تاریخ انگلستان

#### لیگ برتر، جام حذفی، جام اتحادیه، سوپر کاپ، فصل ۲۰۱۸–۱۹[۸۵]
- بیشترین امتیاز کسب شده (هر برد دو امتیاز)۶۲ امتیاز ۱۹۴۶–۴۷[۸۶]
- رکورد کسب بیشترین امتیاز در تاریخ لیگ انگلستان. فصل۲۰۱۷–۱۸ کسب ۱۰۰ امتیاز[۸۷]
- بیشترین حضور تماشاگران در خانه

#### ۸۴٬۵۶۹ نفر ورزشگاه ماین رود سیتی-استوک سیتی (۳ مارس ۱۹۳۴)[۸۸]
- گلین پاردو جوان‌ترین بازیکنی که برای سیتی به میدان رفته (۱۶ سالگی)
- بیشترین بازی در لیگ

#### ۵۶۱ بازی آلن اوکس ۱۹۵۸–۷۶
- بیشترین بازی برای باشگاه ۶۸۰ بازی آلن اوکس ۱۹۵۸–۷۶[۸۹]
- بیشترین گل زده برای باشگاه

#### سرخیو آگوئرو ۲۵۷ گل …[۹۰]
- بیشترین گل زده در یک فصل

#### تامی جانسون ۳۸ گل ۱۹۲۸–۲۹[۹۱]
- بیشترین پیروزی متوالی در یک فصل لیگ جزیره. ۱۸ پیروزی فصل ۲۰۱۷[۹۲]
- بیشترین پیروزی متوالی در همه رقابت‌ها. ۲۰ پیروزی فصل ۲۰۱۷[۹۳]
- بیشترین پیروزی متوالی در بازی‌های خانگی. ۲۰ پیروزی فصل ۲۰۱۱–۲۰۱۲[۹۴]
- منچسترسیتی اولین تیم تاریخ سطح اول فوتبال انگلیس است که در ۱۲ بازی متوالی خارج از خانه به پیروزی می‌رسد
- منچسترسیتی اولین تیم تاریخ انگلیس است که موفق به کسب ۷ برد متوالی در لیگ قهرمانان اروپا می‌شود[۹۵]
- گران‌ترین بازیکن جذب شده

#### جک گریلیش ۱۰۰ میلیون پوند، اوت ۲۰۲۱[۹۶]
- گران‌ترین بازیکن فروخته شده

## ورزشگاه
ورزشگاه خانگی منچسترسیتی در شرق شهر منچستر است، که از سال ۲۰۱۱ به دلیل اسپانسرینگ، با عنوان ورزشگاه اتحاد شناخته می‌شود. از اواخر فصل ۰۳–۲۰۰۲، زمانی که سیتی از ماین رود (ورزشگاه قبلی سیتی) نقل مکان کرد، اتحاد ورزشگاه خانگی سیتی بوده است. قبل از انتقال به ورزشگاه اتحاد، منچسترسیتی بیش از ۳۰ میلیون پوند برای تبدیل آن به یک ورزشگاه فوتبالی خرج کرده است. مسابقه افتتاحیه استادیوم اتحاد با پیروزی ۲–۱ برابر بارسلونا همراه بود. ظرفیت فعلی ورزشگاه اتحاد حدود ۵۵٬۰۹۷ است. سیتی پس از انجام بازی‌های خانگی در پنج ورزشگاه بین سال‌های ۱۸۸۰ و ۱۸۸۷، استادیوم فوتبال هاید رود را به‌عنوان ورزشگاه خانگی خود معرفی کرد و ۳۶ سال این ورزشگاه میزبان بازی‌های خانگی سیتی بود. در سال ۱۹۲۰ آتش‌سوزی جایگاه اصلی ورزشگاه هاید رود را از بین برد و سیتی سه سال بعد به ورزشگاه ماین رود  منتقل شد. ورزشگاه ماین رود میزبان بیشترین تماشاگر در تاریخ لیگ انگلستان است، که در ۳ مارس ۱۹۳۴ در بازی رفت جام حذفی منچسترسیتی مقابل استوک سیتی ۸۴٬۵۶۹ هزار نفر در این ورزشگاه حضور یافتند و این رکورد استثنایی را به ثبت رساندند در حالی که ظرفیت ورزشگاه ماین رود ۳۵٬۰۰۰ نفر بود. طول عمر این ورزشگاه حدود ۸۰ سال است، که تا سال ۱۹۹۵ ظرفیت آن به ۳۲٬۰۰۰ محدود شد و همین امر باعث شد مسئولان منچسترسیتی در جستجوی ورزشگاه جدیدی باشند که در نهایت سیتی به ورزشگاه اتحاد نقل مکان کرد.

## هواداران
رکورد پر تماشاگرترین بازی خانگی در تاریخ انگلستان را منچستر سیتی در سال ۱۹۳۴ در یک چهارم نهایی جام حذفی و در جریان پیروزی یک برصفر مقابل استوک سیتی در ورزشگاه خانگی خود یعنی ماین رود با ۸۴٬۵۶۹ نفر (که تا ۸۸٬۰۰۰ نفر هم روایت شده) به ثبت رساند آن هم در حالی که ظرفیت ورزشگاه ماین رود ۳۵٬۰۰۰ نفر به صورت نشسته بود. در شهر منچستر نیز منچستر سیتی همواره محبوب مردم فقیر نشین و کارگر نشین بوده و در این شهر برخلاف همشهری خود منچستریونایتد که تیم اشراف‌زادگان و پولداران شهر به حساب می‌آمد، هوادار بیشتری داشته است و دارد. جالب است بدانید که طولانی‌ترین حضور در استادیوم هم متعلق به منچستر سیتی است. دو خواهر ۱۰۳ و ۹۹ ساله سیتیزنی، ۸۷ سال پیش اولین بلیت بازی‌های منچستر سیتی را خریداری کردند و پس از آن و تا به امروز به صورت ۸۷ سال مداوم بلیت بازی‌های خانگی فصل سیتی را تهیه کرده و در استادیوم حضور میابند و رکورد طولانی‌ترین حضور در استادیوم را با ۸۷ سال در اختیار سیتیزن‌ها قرار دادند.
از زمان انتقال سیتی به ورزشگاه اتحاد، متوسط حضور تماشاگران این تیم بین شش تیم برتر انگلیس بوده است. حتی در اواخر دهه ۱۹۹۰ (دوران افت سیتی)، زمانی که این باشگاه دو بار در سه فصل به چمپیونشیپ سقوط کرد، متوسط حضور تماشاگران سیتی در بازی‌های خانگی این تیم حدود ۳۰٬۰۰۰ نفر بود (ظرفیت ورزشگاه حدود ۳۲٬۰۰۰ بود) که نشان از وفادار بودن هوادارهای این تیم است. آهنگ مورد علاقه هواداران سیتی آهنگ «ماه آبی» است که به نظر می‌رسد یک سرود قهرمانانه است. طرفداران سیتی تمایل دارند که غیرقابل پیش‌بینی بودن ویژگی ذاتی تیم آن‌ها باشد و نتایج غیرمنتظره را «شهر معمولی» می‌دانند. رویدادهایی که هواداران آن را «شهر معمولی» می‌دانند شامل تنها تیمی که در فصل (۵۸–۱۹۵۷) بیش از ۱۰۰ گل به ثمر رسانده است یا اینکه سیتی تنها تیمی بود که در لیگ برتر ۰۵–۲۰۰۴ چلسی را شکست داد یا سیتی تنها تیمی است که توانسته در لیگ برتر انگلیس ۱۰۰ امتیاز کسب کندو غیره. بزرگ‌ترین رقابت منچسترسیتی با همسایه خود یونایتد است. قبل از جنگ جهانی دوم، زمانی که سفر به بازی‌های خارج از خانه نادر بود، بسیاری از مانچونیان (به افرادی که در شهر منچستر ساکن هستند می‌گویند) که طرفدار فوتبال بودند به‌طور منظم بازی دو تیم شهر منچستر را تماشا می‌کردند حتی اگر خود را «حامی» تنها یک تیم بدانند. این رویه تا اوایل دهه ۱۹۶۰ ادامه داشت اما با آسان شدن سفر و افزایش هزینه ورود به مسابقات، تماشای هر دو تیم غیرمعمول شد و رقابت شدت گرفت. یک کلیشه رایج این است که هواداران سیتی از منچستر می‌آیند، در حالی که هواداران یونایتد از جاهای دیگر می‌آیند.
گزارشی در سال ۲۰۰۲ توسط یکی از محققان دانشگاه متروپولیتن منچستر نشان داد که ۴۰ درصد از دارندگان بلیت فصلی سیتی از مناطق کدپستی منچستر هستند در حالی که تنها ۲۹ درصد از دارندگان بلیت فصلی یونایتد از شهر منچستر هستند. این گزارش خاطر نشان کرد که از زمان جمع‌آوری داده‌ها در سال ۲۰۰۱، تعداد دارندگان بلیت فصلی منچسترسیتی و یونایتد افزایش یافته است. گسترش استادیوم یونایتد و انتقال سیتی به ورزشگاه اتحاد باعث شده است که فروش بلیت فصلی بیشتر افزایش یابد.

## دوران افت
اواخر دهه ۶۰ و اوایل دهه ۷۰ که تازه می‌رفت رقابت‌های اروپایی به رقابتی مهم تبدیل شود و تیم‌ها آن را جدی بگیرند منچستر سیتی وارد بحران مالی شد و مجبور به فروش بازیکنان خوب خود شد. کلید بحران مالی و افت منچستر سیتی پس از سال ۱۹۶۸ و پس از قهرمانی مقتدرانهٔ خود در لیگ کلید خورد. در آن سال سیتیزن‌ها بالاتر از همشهری خود منچستر یونایتد عنوان قهرمانی لیگ انگلستان را کسب کردند آن هم در حالی که همان فصل منچستر یونایتد قهرمان اروپا شد! تضعیف منچستر سیتی و بحران مالی در این تیم باعث شد تا سیتیزن‌ها که به عنوان قهرمان انگلیس از مدعیان اصلی جام قهرمانان اروپا به‌شمار می‌رفتند در سال بعد در پلی آف این رقابت‌ها در مجموع با نتیجه دو بر یک از فنرباغچه ببازند و در کمال تعجب و به دلیل مشکلات درون تیمی، سیتی که سال گذشته بالاتر از قهرمان اروپا در لیگ قرار گرفته بود به دور گروهی این رقابت‌ها نرسد در حالی که شاید اگر مشکلات این تیم نبود تیم قهرمان سال قبل انگلستان تا مراحل پایانی این رقابت‌ها هم پیش می‌رفت. اما دوران افت سیتی تازه آغاز شده بود. پس از اتمام فصل ۷۰/۷۱ منچستر سیتی تا ۵ سال رنگ هیچ جامی را ندید. آن‌ها در سال ۱۹۷۶ قهرمان جام اتحادیه شدند و آخرین قهرمانی خود قبل از ورود منصور بن زاید آل نهیان را به دست آوردند و به دوران افت بلند خود و ۳۵ سال بی جامی وارد شدند. سیتی به دلیل مشکلات مالی پس از دههٔ ۷۰ میلادی و از دست دادن بازیکنان بزرگ خود کم‌کم به دوران افت وارد شد. همان دوران که کم‌کم رقابت‌های اروپایی برای تیم‌ها در حال اهمیت پیدا کردن بود افت سیتی آغاز شد و این افت باعث حسرت حضور سیتی که در لیگ از قهرمان اروپا بالاتر قرار گرفته بود در جام باشگاه‌های اروپا شد. اگر سهمیه بندی آن زمان جام باشگاه‌های اروپا مثل حالا بود سیتی قبل از افت حضور زیادی در رقابت‌های اروپایی داشت و حتی شاید مقام و جایگاهی هم در این جام کسب می‌کرد. افت سیتی درست همان دوران که فوتبال نگاهی اقتصادی به خود گرفت و با ورود گستردهٔ مطبوعات به سرعت در جهان محبوب شد، آغاز شد و شاید به دلیل اینکه افت سیتی مقارن با دوران فراگیری فوتبال در جهان بود این چنان کم توجهی به این تیم صورت می‌گیرد، قبل از این شاید خیلی‌ها به ورود مالک ثروتمند اماراتی به منچستر سیتی به چشم خوبی نگاه نکنند اما با توجه به گذشتهٔ سیتی و مشکلات مالی که روزگاری گریبان این تیم را گرفت، و این تیم را از سطح اول انگلستان و جهان جدا کرد طرفداران منچسترسیتی بیش از هر تیم دیگر حق داشتن چنین ثروتی را برای تیم خود داشته باشند.

## تالار مشاهیر

### تالار مشاهیر منچستر سیتی
جدول زیر مربوط به بازیکنان و مربیانی است که در تیم منچسترسیتی حضور داشته‌اند و وارد تالار مشاهیر این باشگاه شده‌اند.
| اعضا تالار مشاهیر منچستر سیتی | اعضا تالار مشاهیر منچستر سیتی                                  | اعضا تالار مشاهیر منچستر سیتی                                  | اعضا تالار مشاهیر منچستر سیتی                                  | اعضا تالار مشاهیر منچستر سیتی                                  | اعضا تالار مشاهیر منچستر سیتی                                  |
| سال ورود                      | بازیکن                                                         | پست                                                            | نقش در باشگاه                                                  | سال‌های حضور در باشگاه                                          | یادداشت‌ها                                                      |
| سال ورود                      | بازیکنان و تیم‌های منچستر سیتی از سال ۲۰۰۴ به خدمت گرفته شده‌اند | بازیکنان و تیم‌های منچستر سیتی از سال ۲۰۰۴ به خدمت گرفته شده‌اند | بازیکنان و تیم‌های منچستر سیتی از سال ۲۰۰۴ به خدمت گرفته شده‌اند | بازیکنان و تیم‌های منچستر سیتی از سال ۲۰۰۴ به خدمت گرفته شده‌اند | بازیکنان و تیم‌های منچستر سیتی از سال ۲۰۰۴ به خدمت گرفته شده‌اند |
| ----------------------------- | -------------------------------------------------------------- | -------------------------------------------------------------- | -------------------------------------------------------------- | -------------------------------------------------------------- | -------------------------------------------------------------- |
| ۲۰۰۴                          | بیلی مردیث                                                     | مهاجم                                                          | بازیکن                                                         | ۱۸۹۴–۱۹۰۶، ۱۹۲۱–۱۹۲۴                                           |                                                                |
| ۲۰۰۴                          | تامی جانسن                                                     | مهاجم                                                          | بازیکن                                                         | ۱۹۱۹–۱۹۳۰                                                      |                                                                |
| ۲۰۰۴                          | اریک بروک                                                      | مهاجم                                                          | بازیکن                                                         | ۱۹۲۸–۱۹۳۹                                                      |                                                                |
| ۲۰۰۴                          | فرانک سوییفت                                                   | دروازه‌بان                                                      | بازیکن                                                         | ۱۹۳۳–۱۹۴۹                                                      |                                                                |
| ۲۰۰۴                          | پیتر دوهرتی                                                    | مهاجم                                                          | بازیکن                                                         | ۱۹۳۶–۱۹۴۵                                                      |                                                                |
| ۲۰۰۴                          | روی کلارک                                                      | مهاجم                                                          | بازیکن                                                         | ۱۹۴۷–۱۹۵۸                                                      | جایزه یک عمر دستاورد                                           |
| ۲۰۰۴                          | برت تراوتمان، نشان امپراتوری بریتانیا                          | دروازه‌بان                                                      | بازیکن                                                         | ۱۹۴۹–۱۹۶۴                                                      |                                                                |
| ۲۰۰۴                          | روی پل                                                         | هافبک                                                          | بازیکن                                                         | ۱۹۵۰–۱۹۵۷                                                      |                                                                |
| ۲۰۰۴                          | مایک سامربی                                                    | مهاجم / هافبک                                                  | بازیکن                                                         | ۱۹۶۵–۱۹۷۵                                                      |                                                                |
| ۲۰۰۴                          | تونی بوک                                                       | مدافع                                                          | بازیکن مربی                                                    | ۱۹۶۶–۱۹۷۴ ۱۹۷۳، ۱۹۷۴–۱۹۷۹، ۱۹۸۰، ۱۹۸۹، ۱۹۹۳                    |                                                                |
| ۲۰۰۴                          | کالین بل، نشان امپراتوری بریتانیا                              | هافبک                                                          | بازیکن                                                         | ۱۹۶۶–۱۹۷۹                                                      |                                                                |
| ۲۰۰۴                          | فرانسیس لی                                                     | مهاجم                                                          | بازیکن مدیر                                                    | ۱۹۶۷–۱۹۷۴ ۱۹۹۴–۱۹۹۸                                            |                                                                |
| ۲۰۰۴                          | جو کوریگان                                                     | دروازه‌بان                                                      | بازیکن                                                         | ۱۹۶۷–۱۹۸۳                                                      |                                                                |
| ۲۰۰۴                          | پل لیک                                                         | مهاجم / هافبک / مدافع                                          | بازیکن                                                         | ۱۹۸۷–۱۹۹۶                                                      |                                                                |
| ۲۰۰۴                          | نیال کویین، نشان امپراتوری بریتانیا (افتخاری)                  | مهاجم                                                          | بازیکن                                                         | ۱۹۹۰–۱۹۹۶                                                      |                                                                |
|                               | بازیکنان و تیم‌های منچستر سیتی از سال ۲۰۰۴ به خدمت گرفته شده‌اند |                                                                |                                                                |                                                                |                                                                |
| ۲۰۰۵                          | سم کووان                                                       | مدافع                                                          | بازیکن مربی                                                    | ۱۹۲۴–۱۹۳۵ ۱۹۴۶–۱۹۴۷                                            |                                                                |
| ۲۰۰۵                          | کن بارنز                                                       | هافبک                                                          | بازیکن                                                         | ۱۹۵۰–۱۹۶۱                                                      | جایزه یک عمر دستاورد                                           |
| ۲۰۰۵                          | آلن اوکس                                                       | هافبک                                                          | بازیکن                                                         | ۱۹۵۸–۱۹۷۶                                                      |                                                                |
| ۲۰۰۵                          | جو مرکر، نشان امپراتوری بریتانیا                               | هافبک                                                          | مربی                                                           | ۱۹۶۵–۱۹۷۱                                                      | جایزه دستاورد برجسته                                           |
| ۲۰۰۵                          | مالکوم الیسون                                                  | مدافع                                                          | دستیار سرمبی مربی                                              | ۱۹۶۵–۱۹۷۱ ۱۹۷۱–۱۹۷۳, ۱۹۷۹–۱۹۸۰                                 | جایزه دستاورد برجسته                                           |
| ۲۰۰۶                          | ارنی توسلند                                                    | مهاجم                                                          | بازیکن                                                         | ۱۹۲۸–۱۹۳۸                                                      |                                                                |
| ۲۰۰۶                          | جانی هارت                                                      | مهاجم                                                          | بازیکن مربی                                                    | ۱۹۴۷–۱۹۶۰ ۱۹۷۳                                                 | جایزه یک عمر دستاورد                                           |
| ۲۰۰۶                          | منچستر سیتی ۱۹۵۶ ۰۰۰۰تیم برنده جام حذفی                        | نامعلوم                                                        | نامعلوم                                                        | نامعلوم                                                        | ایجاد دست جمعی                                                 |
| ۲۰۰۶                          | مایک دویل                                                      | مدافع / هافبک                                                  | بازیکن                                                         | ۱۹۶۵–۱۹۷۸                                                      |                                                                |
| ۲۰۰۶                          | شان گوتر                                                       | مهاجم                                                          | بازیکن                                                         | ۱۹۹۸–۲۰۰۳                                                      | جایزه قهرمان فرقه                                              |
| ۲۰۰۸                          | فرد تیلسون                                                     | مهاجم                                                          | بازیکن                                                         | ۱۹۲۸–۱۹۳۹                                                      |                                                                |
| ۲۰۰۸                          | نیل یانگ                                                       | مهاجم                                                          | بازیکن                                                         | ۱۹۶۱–۱۹۷۲                                                      |                                                                |
| ۲۰۰۸                          | الکس ویلیامز، نشان امپراتوری بریتانیا                          | دروازه‌بان                                                      | بازیکن                                                         | ۱۹۸۰–۱۹۸۶                                                      | جایزه یک عمر دستاورد                                           |
| ۲۰۰۹                          | اوه روسلر                                                      | مهاجم                                                          | بازیکن                                                         | ۱۹۹۴–۱۹۹۸                                                      |                                                                |

### تالار مشاهیر فوتبال ملی
جدول زیر مربوط به بازیکنان و مربیان سابق منچستر سیتی است که به تالار مشاهیر فوتبال انگلیس اضافه شدند.
| اعضا تالار مشاهیر منچستر سیتی | اعضا تالار مشاهیر منچستر سیتی                                  |                                                        |                                                        |                                                        |
| سال ورود                      | بازیکن                                                         | پست                                                    | نقش در باشگاه                                          | سال‌های حضور در باشگاه                                  |
| سال ورود                      | بازیکنانی با پیشینه منچستر سیتی تا به امروز معرفی شدند         | بازیکنانی با پیشینه منچستر سیتی تا به امروز معرفی شدند | بازیکنانی با پیشینه منچستر سیتی تا به امروز معرفی شدند | بازیکنانی با پیشینه منچستر سیتی تا به امروز معرفی شدند |
| ----------------------------- | -------------------------------------------------------------- | ------------------------------------------------------ | ------------------------------------------------------ | ------------------------------------------------------ |
| ۲۰۰۲                          | پیتر دوهرتی                                                    | مهاجم                                                  | بازیکن                                                 | ۱۹۳۶–۱۹۴۵                                              |
| ۲۰۰۲                          | دنیس لا                                                        | مهاجم                                                  | بازیکن                                                 | ۱۹۶۰–۱۹۶۱، ۱۹۷۳–۱۹۷۴                                   |
| ۲۰۰۲                          | کوین کیگان، نشان امپراتوری بریتانیا                            | مهاجم / هافبک                                          | مربی                                                   | ۲۰۰۱–۲۰۰۵                                              |
| ۲۰۰۳                          | پیتر اشمایکل، نشان امپراتوری بریتانیا                          | دروازه‌بان                                              | بازیکن                                                 | ۲۰۰۲–۲۰۰۳                                              |
| ۲۰۰۳                          | آلن جیمز بال، نشان امپراتوری بریتانیا                          | هافبک                                                  | مربی                                                   | ۱۹۹۵–۱۹۹۶                                              |
| ۲۰۰۵                          | برت تراوتمان، نشان امپراتوری بریتانیا                          | دروازه‌بان                                              | بازیکن                                                 | ۱۹۴۹–۱۹۶۴                                              |
| ۲۰۰۵                          | کالین بل، نشان امپراتوری بریتانیا                              | هافبک                                                  | بازیکن                                                 | ۱۹۶۶–۱۹۷۹                                              |
| ۲۰۰۷                          | بیلی مردیث                                                     | مهاجم                                                  | بازیکن                                                 | ۱۸۹۴–۱۹۰۶، ۱۹۲۱–۱۹۲۴                                   |
| ۲۰۰۷                          | مارک هیوز                                                      | مهاجم                                                  | مربی                                                   | ۲۰۰۸–۲۰۰۹                                              |
| ۲۰۰۹                          | فرانک سوییفت                                                   | دروازه‌بان                                              | بازیکن                                                 | ۱۹۳۳–۱۹۴۹                                              |
| ۲۰۱۰                          | فرانسیس لی                                                     | مهاجم                                                  | بازیکن                                                 | ۱۹۶۷–۱۹۷۴                                              |
| ۲۰۱۳                          | مایک سامربی                                                    | مهاجم                                                  | بازیکن                                                 | ۱۹۶۵–۱۹۷۵                                              |
| ۲۰۱۴                          | تروور فرانسیس                                                  | مهاجم                                                  | بازیکن                                                 | ۱۹۸۱–۱۹۸۲                                              |
| ۲۰۱۴                          | پاتریک ویرا                                                    | هافبک                                                  | بازیکن و سرمربی                                        | ۲۰۱۰–۲۰۱۵                                              |
| ۲۰۱۵                          | استوارت پیرس                                                   | مدافع                                                  | بازیکن و مربی                                          | ۲۰۰۱–۲۰۰۲، ۲۰۰۵–۲۰۰۷                                   |
| ۲۰۱۶                          | دیوید سیمن                                                     | دروازه‌بان                                              | بازیکن                                                 | ۲۰۰۳–۲۰۰۴                                              |
|                               | سرمربیانی با سابقه منچستر سیتی تا به امروز معرفی شدند          |                                                        |                                                        |                                                        |
| ۲۰۰۲                          | مت بازبی، نشان امپراتوری بریتانیا، رتبه سنت گرگوری کبیر (KCSG) | مهاجم / هافبک                                          | بازیکن                                                 | ۱۹۲۸–۱۹۳۶                                              |
| ۲۰۰۴                          | دان ریوی، نشان امپراتوری بریتانیا                              | مهاجم                                                  | بازیکن                                                 | ۱۹۵۱–۱۹۵۶                                              |
| ۲۰۰۵                          | هاوارد کندال                                                   | هافبک                                                  | مربی                                                   | ۱۹۸۹–۱۹۹۰                                              |
| ۲۰۰۹                          | جو مرکر، نشان امپراتوری بریتانیا                               | هافبک                                                  | مربی                                                   | ۱۹۶۵–۱۹۷۱                                              |
| ۲۰۰۹                          | مالکوم الیسون                                                  | مدافع                                                  | دستیار مربی مربی                                       | ۱۹۶۵–۱۹۷۱ ۱۹۷۱–۱۹۷۳، ۱۹۷۹–۱۹۸۰                         |
|                               | منچستر سیتی "قهرمانان جامعه بنیاد فوتبال" تا به امروز معرفی شد |                                                        |                                                        |                                                        |
| ۲۰۰۷                          | نیال کویین، نشان امپراتوری بریتانیا (افتخاری)                  | مهاجم                                                  | بازیکن                                                 | ۱۹۹۰–۱۹۹۶                                              |
|                               | منچستر سیتی "جایزه ویژه افتخاری" تا به امروز معرفی شده است     |                                                        |                                                        |                                                        |
| ۲۰۱۵                          | سان جیهای                                                      | مدافع                                                  | بازیکن                                                 | ۲۰۰۲–۲۰۰۸                                              |
|                               | تیم‌های منچسترسیتی تا به امروز معرفی شدند                       |                                                        |                                                        |                                                        |
| ۲۰۰۹                          | منچستر سیتی ۱۹۶۷–۷۰                                            | نامعلوم                                                | نامعلوم                                                | نامعلوم                                                |

آخرین بروزرسانی: ۱۱ نوامبر ۲۰۱۸

منبع: About the Football Hall of Fame

پ = پیروزی؛ ت = تساوی؛ ش = شکست؛ گ‌ز = گل زده؛ گ‌خ = گل خورده؛ ت‌گ = تفاضل گل

### تالار مشاهیر فوتبال اسکاتلند
این فهرست شامل بازیکنانی است در باشگاه فوتبال منچستر سیتی عضویت داشته باشد و وارد تالار مشاهیر فوتبال اسکاتلند نیز شده‌اند:
| اعضا تالار مشاهیر منچستر سیتی |                                                                |               |               |                       |
| سال ورود                      | بازیکن                                                         | پست           | نقش در باشگاه | سال‌های حضور در باشگاه |
| سال ورود                      | بازیکنانی با پیشینه منچستر سیتی تا به امروز معرفی شدند         |               |               |                       |
| ۲۰۰۴                          | دنیس لا                                                        | مهاجم         | بازیکن        | ۱۹۶۰–۱۹۶۱، ۱۹۷۳–۱۹۷۴  |
| ۲۰۰۴                          | بیلی مک نیل، نشان امپراتوری بریتانیا                           | مدافع         | مربی          | ۱۹۸۳–۱۹۸۶             |
| ۲۰۱۰                          | بابی جانستون                                                   | مهاجم         | بازیکن        | ۱۹۵۵–۱۹۵۹             |
|                               | سرمربیانی با سابقه منچستر سیتی تا به امروز معرفی شدند          |               |               |                       |
| ۲۰۰۴                          | مت بازبی، نشان امپراتوری بریتانیا، رتبه سنت گرگوری کبیر (KCSG) | مهاجم / هافبک | بازیکن        | ۱۹۲۸–۱۹۳۶             |

آخرین بروزرسانی: ۳۰ مارچ ۲۰۱۱

منبع: list of SFM Hall of Fame inductees

پ = پیروزی؛ ت = تساوی؛ ش = شکست؛ گ‌ز = گل زده؛ گ‌خ = گل خورده؛ ت‌گ = تفاضل گل

### تالار مشاهیر ورزش ولز
جدول زیر مربوط به بازیکنانی است که در منچسترسیتی حضور داشته‌اند و وارد تالار مشاهیر ورزش ولز شده‌اند:
| اعضا تالار مشاهیر منچستر سیتی | اعضا تالار مشاهیر منچستر سیتی                          |                                                        |                                                        |                                                        |
| سال ورود                      | بازیکن                                                 | پست                                                    | نقش در باشگاه                                          | سال‌های حضور در باشگاه                                  |
| سال ورود                      | بازیکنانی با پیشینه منچستر سیتی تا به امروز معرفی شدند | بازیکنانی با پیشینه منچستر سیتی تا به امروز معرفی شدند | بازیکنانی با پیشینه منچستر سیتی تا به امروز معرفی شدند | بازیکنانی با پیشینه منچستر سیتی تا به امروز معرفی شدند |
| ----------------------------- | ------------------------------------------------------ | ------------------------------------------------------ | ------------------------------------------------------ | ------------------------------------------------------ |
| ۱۹۹۰                          | بیلی مردیث                                             | مدافع                                                  | بازیکن                                                 | ۱۸۹۴–۱۹۰۶                                              |
| ۱۹۹۹                          | هوراس بلو                                              | مدافع                                                  | بازیکن                                                 | ۱۹۰۶                                                   |

## لباس و نشان‌واره
کیت‌های خانگی و اول منچسترسیتی، آبی آسمانی و سفید است. کیت‌های سنتی و خارج از خانه سیتی، قرمز یا سیاه (از دهه ۱۹۶۰) بوده است، با این حال، در سال‌های اخیر از چندین رنگ در کیت‌های خارج از خانه استفاده شده است. ریشه کیت‌های خانگی این باشگاه مشخص نیست، اما شواهدی وجود دارد که سیتی از سال ۱۸۹۲ یا قبل آن از کیت‌های آبی استفاده می‌کرده است. کتابچه ای تحت عنوان باشگاه‌های معروف فوتبال - منچستر سیتی که در دهه ۱۹۴۰ منتشر شد نشان می‌دهد که وست گورتون (نام قبلی سیتی) در اصل با کیت‌های قرمز و سیاه بازی می‌کرده است و گزارش‌های مربوط به سال ۱۸۸۴ نشان می‌دهد که سیتی از پیراهن‌های مشکی که بر روی آن صلیب سفید قرار دارد استفاده کرده است. کیت قرمز و سیاه خارج از خانه سیتی که به ندرت استفاده می‌شوند به گفته دستیار سابق مالکوم آلیسون، آلیسون معتقد بود که استفاده از کیت‌های قرمز و سیاه شبیه به میلان باعث شکوه و شهرت می‌شود. تئوری آلیسون به کار رفت و سیتی در فینال‌های جام حذفی ۱۹۶۸، لیگ کاپ ۱۹۶۹ و جام برندگان جام اروپا ۱۹۶۹با کیت‌های قرمز و سیاه خود به میدان رفت و توانست در هر سه فینال به مقام قهرمانی برسد.اولین لگو سیتی یک طرح دایره‌ای شکل بود که در آن یک صلیب سفید رنگ قرار داشت بر روی این لگو نام قبلی سیتی (وست گورتون ، سنت مارک) نوشته شده بود، این لگو تا قبل از تغییر نام این باشگاه به منچسترسیتی از سال ۱۸۸۰ تا ۱۸۹۴ مورد استفاده قرار می‌گرفت. در سال ۱۸۹۴ همزمان با تغییر نام این باشگاه لگو این تیم هم تغییر کرد، در این لگو گل‌های طلایی و قرمز رنگ نشان از آغوش لردهای منچستر بود که قبل از سال ۱۳۰۱ بر این شهر حکمرانی می‌کردند، در این لگو یک کشتی بود که بادبان‌های ان کاملاً باز بودند و کشتی در حال حرکت بود که این نمادی از تجارت است، بر بالای این لگو کره زمین وجود داشت که پوشیده از زنبورهای عسل است و نشان می‌داد کالاهای شهر به تمام نقاط آن صادر می‌شود و زنبورهای عسل نمادی از فعالیت هستند. طرفداران، یک آنتیلوپ و یک شیر بود که این شیر از آغوش پادشاه هنری چهارم، دوک لنکستر نشات گرفته شده است. در قسمت پایینی این لگو یک نوشته است که به معنای توسط شورا و کار است که از عبارت Ecclesiasticus 37:16 گرفته شده است «بگذارید عقل آغاز هر کار باشد و قبل از هر کاری مشاوره بگیرید.» این لگو از سال ۱۸۹۴ تا ۱۹۶۰ بر روی پیراهن‌های سیتی بود.
لگو سیتی در سال ۱۹۷۰ برای دومین بار در یک دهه اخیر تغییر کرد، این لگو براساس طرح‌های لگو قبلی بود. این لگو شامل یک نشان دایره ای بود که از سپر نشان فعلی در داخل دایره ای استفاده می‌شد که نام باشگاه را در خود داشت. در سال ۱۹۷۲ لگو تغییر کرد و رز قرمز لنکستر جایگزین قسمت قرمز رنگ و پایینی سپر شد.
در نتیجه بخاطر عدم صلاحیت لگو قبلی به عنوان علامت تجاری، سیتی یک لگو جدید در سال ۱۹۹۷ انتخاب کرد. این لگو بر اساس بازوهای شهر منچستر ساخته شده بود و از یک سپر و عقاب طلایی تشکیل شده بود. عقاب نمادی قدیمی و پیشین شهر منچستر است. یک عقاب طلایی در سال ۱۹۵۸ به نشان شهر اضافه شد (اما فعلاً این نشان حذف شده است) که نشان دهنده رشد صنعت هواپیمایی است.
در این لگو، در نیمه بالایی سپر یک کشتی است که کانال کشتیرانی منچستر را نشان می‌دهد و سه نوار مورب در نیمه پایینی نماد سه رودخانه - ایرول، ایرک و مدلاک است. پایین نشان دارای شعار Superbia in Proelio است که در لاتین به معنای غرور در جنگ است. بالای عقاب و سپر سه ستاره قرار دارد که کاملاً تزئینی هستند.
در ۱۵ اکتبر ۲۰۱۵، هواداران پس از سال‌ها انتقاد از طراحی لگو ۱۹۹۷،سیتی اعلام کرد که قصد دارد با مشاوره و مشورت با هواداران یک لگو جدید انتخاب کند. پس از مشورت با هواداران، سیتی در اواخر نوامبر ۲۰۱۵ اعلام کرد که نشان فعلی باشگاه به موقع با نسخه جدیدی جایگزین خواهد شد که به سبک نسخه‌های قدیمی و دایره ای طراحی می‌شود.طرحی که ادعا می‌شد نشان جدید است، دو روز زودتر از رونمایی رسمی در ۲۶ دسامبر ۲۰۱۵ توسط عرضه اولیه سهام (IPO)، هنگامی که این طرح در ۲۲ دسامبر مارک تجاری شد، ناخواسته لو رفت. طرح جدید رسماً در بازی خانگی سیتی در ۲۶ دسامبر برابر ساندرلند رونمایی شد.

## حامیان مالی
| دوره      | شرکت سازنده     | حامی مالی پیراهن (جلو) | حامی مالی پیراهن (آستین) |
| --------- | --------------- | ---------------------- | ------------------------ |
| ۱۹۷۴–۱۹۸۲ | آمبرو           | بدون اسپانسر           | بدون اسپانسر             |
| ۱۹۸۲–۱۹۸۴ | آمبرو           | ساب                    | بدون اسپانسر             |
| ۱۹۸۴–۱۹۸۷ | آمبرو           | فیلیپس                 | بدون اسپانسر             |
| ۱۹۸۷–۱۹۹۷ | آمبرو           | صنایع برادر            | بدون اسپانسر             |
| ۱۹۹۷–۱۹۹۹ | شرکت کاپا       | صنایع برادر            | بدون اسپانسر             |
| ۱۹۹۹–۲۰۰۲ | لو کوک اسپورتیف | آیدوس                  | بدون اسپانسر             |
| ۲۰۰۲–۲۰۰۳ | لو کوک اسپورتیف | فرست ادوایس            | بدون اسپانسر             |
| ۲۰۰۳–۲۰۰۴ | ریباک           | فرست ادوایس            | بدون اسپانسر             |
| ۲۰۰۴–۲۰۰۷ | ریباک           | گروه توماس کوک         | بدون اسپانسر             |
| ۲۰۰۷–۲۰۰۹ | لو کوک اسپورتیف | گروه توماس کوک         | بدون اسپانسر             |
| ۲۰۰۹–۲۰۱۳ | آمبرو           | هواپیمایی اتحاد        | بدون اسپانسر             |
| ۲۰۱۳–۲۰۱۷ | نایکی           | هواپیمایی اتحاد        | بدون اسپانسر             |
| ۲۰۱۷–۲۰۱۹ | نایکی           | هواپیمایی اتحاد        | نکسن تایر                |
| ۲۰۱۹–     | پوما اس‌ای       | هواپیمایی اتحاد        | نکسن تایر                |

## مدیران باشگاه
والتهام فارست: ۱۹۰۴–۱۹۰۵
جان الیسون: ۱۹۰۵–۱۹۰۶
ویلکینسون: ۱۹۰۶–۱۹۱۴
جان چاپمن: ۱۹۱۴–۱۹۲۰
لارنس فونیس: ۱۹۲۰–۱۹۲۸
آلبرت هیوز: ۱۹۲۸–۱۹۳۵
باب اسمیت: ۱۹۳۵–۱۹۵۴
والتر اسمیت: ۱۹۵۴–۱۹۵۶
آلن داگلاس: ۱۹۵۶–۱۹۶۴
آلبرت الکساندر: ۱۹۶۴–۱۹۷۱
اریک الکساندر: ۱۹۷۱–۱۹۷۲
پیتر سوالز: ۱۹۷۲–۱۹۹۴
فرانسیس لی: ۱۹۹۴–۱۹۹۸
دیوید برنشتاین: ۱۹۹۸–۲۰۰۳
جان واردل: ۲۰۰۳–۲۰۰۷
تاکسین شیناواترا: ۲۰۰۷–۲۰۰۸
خلدون المبارک ۲۰۰۸-اکنون

## آکادمی منچستر سیتی
آکادمی باشگاه منچستر سیتی همواره یکی از بهترین آکادمی‌های تاریخ فوتبال را در اختیار خود داشته است. بازیکنانی هم چون استیون آیرلند، شان رایت فیلیپس، دنیل استوریج، کلچی ایهیناچو، میکا ریچاردز، دنیس سوارز، کاسپر اشمایکل، کیرن تریپیر، فیل فودن و… در این آکادمی پرورش یافته‌اند.
پس از آن که منصور بن زاید آل نهیان در باشگاه منچسترسیتی سرمایه‌گذاری کرد این آکادمی با قدرت بیشتری به کار خود دارد ادامه می‌دهد. او هزینه بسیار گزافی را برای ساخت بزرگ‌ترین مجموعه آکادمی دنیا را در شهر منچستر به دوش ک
فاز اول این پروژه آماده بهره‌برداری است و کمپ ۲۰۰ میلیون پوندی این باشگاه یکی از مجهزترین کمپ‌های تمرینی در دنیای فوتبال می‌باشد که شامل این امکانات است:
- بیش از ۸۰ هکتار وسعت این کمپ می‌باشد.
- دارای یک ورزشگاه به ظرفیت ۷۰۰۰ نفر
- ۱۷ زمین چمن با کیفیت
- مراکز رسانه‌ای جدید و پیشرفته
- آموزش حرفه‌ای به مربیان ۲۰۰ مدرسه فوتبال
- پرورش ۴۰۰ بازیکن جوان در هر سال
- فضای تجاری و گسترش قلمروی شهری

## کادرفنی

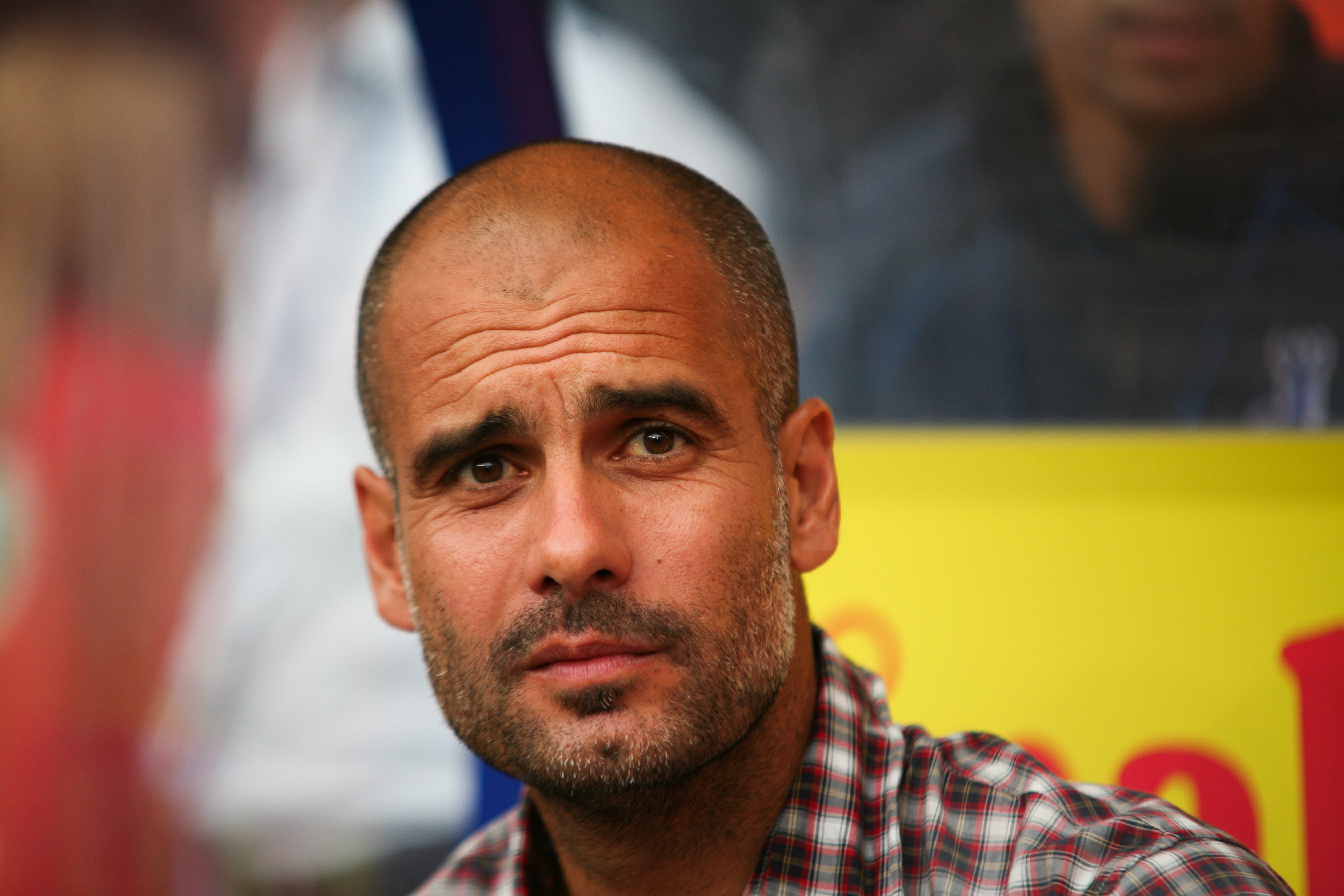
پپ گواردیولا از فصل ۱۷–۲۰۱۶ لیگ برتر، در حال فعالیت در باشگاه فوتبال منچستر سیتی است

### سلسله مراتب شرکتی
| جایگاه                          | نام                                                                          |
| ------------------------------- | ---------------------------------------------------------------------------- |
| رئیس هیئت مدیره                 | خلدون المبارک                                                                |
| رئیس                            | لی روگان                                                                     |
| مدیر اجرایی                     | فران سوریانو                                                                 |
| مدیر فنی جهانی گروه سیتی فوتبال | رودولفو بورل                                                                 |
| مدیر غیر اجرایی                 | محمد المزروعی                                                                |
| مدیر غیر اجرایی                 | سایمون پیرس                                                                  |
| مدیر غیر اجرایی                 | جان مکبیث                                                                    |
| مدیر غیر اجرایی                 | مارتی ادلمن                                                                  |
| مدیر غیر اجرایی                 | آلبرتو گالاسی                                                                |
| مدیرعامل آکادمی فوتبال سیتی     | براین ماروود                                                                 |
| سفیران باشگاه                   | مایک سامربی پل دیکوف میکا ریچاردز پابلو سابالتا جولیان لسکات شان رایت-فیلیپس |

### سلسله مراتب مدیریت
| جایگاه                                       | نام                          |
| -------------------------------------------- | ---------------------------- |
| مدیر ورزشی                                   | تکسیکی بگیریستین             |
| سرمربی                                       | پپ گواردیولا                 |
| دستیار سرمربی                                | کارلوس وینس خوان مانوئل لیلو |
| مربی بدنسازی                                 | لورنزو بوناونتورا            |
| سرپرست دروازه‌بانی                            | زبیر مانسیدور                |
| مربی دروازه‌بانان                             | ریچارد رایت                  |
| مربی تجزیه و تحلیل عملکرد                    | کارلس پلانچارت               |
| سرپرست پشتیبانی بازیکنان                     | مانوئل استیارته              |
| سرپرست آکادمی                                | توماس کروکن                  |
| سرمربی تیم توسعه نخبگان زیر ۲۳ سال           | برایان بری مورفی             |
| دستیار سرمربی تیم توسعه نخبگان زیر ۲۳ سال    | کریگ ماد                     |
| مربی دروازه‌بانان تیم توسعه نخبگان زیر ۲۳ سال | ایمانول اتکسبرریا            |
| سرمربی آکادمی زیر ۱۸ سال                     | بن ویلکینسون                 |
| دستیار سرمربی آکادمی زیر ۱۸ سال              | جیمی کار                     |
| مربی دروازه‌بانان آکادمی زیر ۱۸ سال           | مکس جانسون                   |
| رئیس پیشاهنگی                                | کارلو کنسلیری                |

### سرمربی‌های شاخص
| نام            | از   | تا     | بازی‌ها | برد | تساوی | باخت | درصد برد | افتخارات | افتخارات |
| -------------- | ---- | ------ | ------ | --- | ----- | ---- | -------- | --- | --- |
| تام مالی       | ۱۹۰۲ | ۱۹۰۶   | ۱۵۰    | ۸۹  | ۲۲    | ۳۹   | ۰۵۹      | فینال جام حذفی فوتبال انگلستان ۱۹۰۴ | |
| وایلف وایلد    | ۱۹۳۲ | ۱۹۴۶   | ۳۵۲    | ۱۵۸ | ۷۱    | ۱۲۳  | ۰۴۵      | فینال جام حذفی فوتبال انگلستان ۱۹۳۴ | لیگ دسته اول فوتبال ۱۹۳۶–۳۷ |
| لس مک داوال    | ۱۹۵۰ | ۱۹۶۳   | ۵۹۲    | ۲۲۰ | ۱۲۷   | ۲۴۵  | ۰۳۷      | فینال جام حذفی فوتبال انگلستان ۱۹۵۶ | |
| جو مرکر        | ۱۹۶۵ | ۱۹۷۱   | ۳۴۰    | ۱۴۹ | ۹۴    | ۹۷   | ۰۴۴      | لیگ دسته اول فوتبال ۱۹۶۷–۶۸ جام خیریه انگلستان ۱۹۶۸ فینال جام حذفی فوتبال انگلستان ۱۹۶۹                                                                                               | جام در جام اروپا ۱۹۶۹–۷۰ لیگ کاپ ۱۹۶۹–۷۰ |
| تونی بوک       | ۱۹۷۳ | ۱۹۸۰   | ۲۶۹    | ۱۱۴ | ۷۵    | ۸۰   | ۰۴۲      | لیگ کاپ ۱۹۷۵–۷۶ | |
| روبرتو مانچینی | ۲۰۰۹ | ۲۰۱۳   | ۱۹۱    | ۱۱۳ | ۳۸    | ۴۰   | ۰۵۹      | فینال جام حذفی فوتبال انگلستان ۲۰۱۱ لیگ برتر فوتبال انگلستان ۱۲–۲۰۱۱ | جام خیریه انگلستان ۲۰۱۲ |
| مانوئل پیگرینی | ۲۰۱۳ | ۲۰۱۶   | ۱۶۷    | ۱۰۰ | ۲۸    | ۳۹   | ۰۶۰      | لیگ کاپ ۲۰۱۳–۱۴ لیگ برتر فوتبال انگلستان ۱۴–۲۰۱۳ | لیگ کاپ ۲۰۱۵–۱۶ |
| پپ گواردیولا   | ۲۰۱۶ | تاکنون | ۴۲۲    | ۳۰۷ | ۵۷    | ۵۸   | ۰۷۳      | لیگ کاپ ۲۰۱۷–۱۸ لیگ برتر فوتبال انگلستان ۱۸–۲۰۱۷ جام خیریه انگلستان ۲۰۱۸ لیگ کاپ ۲۰۱۸–۱۹ لیگ برتر فوتبال انگلستان ۱۹–۲۰۱۸ فینال جام حذفی فوتبال انگلستان ۲۰۱۹ جام خیریه انگلستان ۲۰۱۹ | لیگ کاپ ۲۰۱۹–۲۰ لیگ کاپ ۲۰۲۰–۲۱ لیگ برتر فوتبال انگلستان ۲۱–۲۰۲۰ لیگ برتر فوتبال انگلستان ۲۲–۲۰۲۱ لیگ برتر فوتبال انگلستان ۲۳–۲۰۲۲ فینال جام حذفی فوتبال انگلستان ۲۰۲۳ لیگ قهرمانان اروپا ۲۳–۲۰۲۲ سوپرجام اروپا ۲۰۲۳ |

## بازیکنان فعلی
تا تاریخ ۲۴ ژانویه ۲۰۲۵
| شماره |          | پست       | بازیکن                         |
| ----- | -------- | --------- | ------------------------------ |
| ۳     | پرتغال   | مدافع     | روبن دیاز (کاپیتان دوم)        |
| ۵     | انگلستان | مدافع     | جان استونز                     |
| ۶     | هلند     | مدافع     | ناتان آکه                      |
| ۷     | مصر      | مهاجم     | عمر مرموش                      |
| ۸     | کرواسی   | هافبک     | ماتئو کواچیچ                   |
| ۹     | نروژ     | مهاجم     | ارلینگ هالند                   |
| ۱۰    | انگلستان | هافبک     | جک گریلیش                      |
| ۱۱    | بلژیک    | هافبک     | جرمی دوکو                      |
| ۱۶    | اسپانیا  | هافبک     | رودری (کاپیتان سوم)            |
| ۱۸    | آلمان    | دروازه‌بان | استفان اورتگا                  |
| ۱۹    | آلمان    | هافبک     | ایلکای گوندوغان (کاپیتان پنجم) |
| ۲۰    | پرتغال   | هافبک     | برناردو سیلوا (کاپیتان چهارم)  |
| ۲۲    | برزیل    | مدافع     | ویتور ریس                      |

| شماره |          | پست       | بازیکن              |
| ----- | -------- | --------- | ------------------- |
| ۲۴    | کرواسی   | مدافع     | یوشکو گواردیول      |
| ۲۵    | سوئیس    | مدافع     | مانوئل آکانجی       |
| ۲۶    | برزیل    | هافبک     | ساویو               |
| ۲۷    | پرتغال   | هافبک     | ماتئوس نونز         |
| ۳۱    | برزیل    | دروازه‌بان | ادرسون مورائس       |
| ۳۳    | انگلستان | دروازه‌بان | اسکات کارسن         |
| ۴۵    | ازبکستان | مدافع     | عبدالقادر حسنوف     |
| ۴۷    | انگلستان | هافبک     | فیل فودن            |
| ۵۲    | نروژ     | هافبک     | اسکار باب           |
| ۶۶    | انگلستان | مدافع     | جامای سیمپسون-پیوزی |
| ۸۲    | انگلستان | مدافع     | ریکو لویس           |
| ۸۷    | انگلستان | هافبک     | جیمز مک‌آتی          |
|       | آرژانتین | هافبک     | کلودیو ایچوری       |

## افتخارات

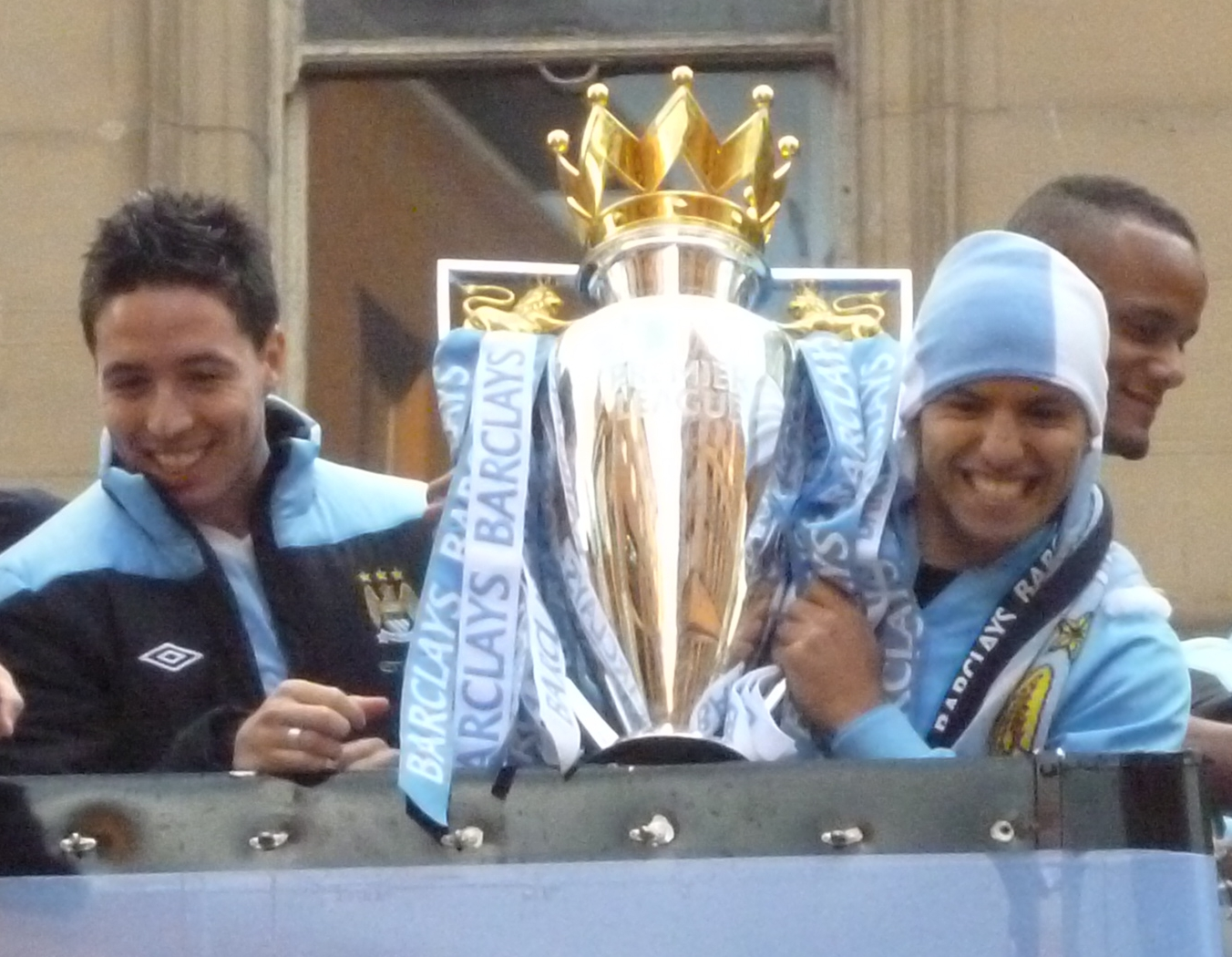
جام قهرمانی در دست سرخیو آگوئرو

| تورنمنت               | قهرمان                                                                                             | نایب قهرمان                                                            |
| --------------------- | -------------------------------------------------------------------------------------------------- | ---------------------------------------------------------------------- |
| لیگ برتر              | (۱۰) بار: ۳۷–۱۹۳۶، ۶۸–۱۹۶۷، ۱۲–۲۰۱۱، ۱۴–۲۰۱۳، ۱۸–۲۰۱۷، ۱۹–۲۰۱۸، ۲۱–۲۰۲۰، ۲۲–۲۰۲۱، ۲۳–۲۰۲۲، ۲۴–۲۰۲۳ | (۶) بار: ۰۴–۱۹۰۳، ۲۱–۱۹۲۰، ۷۷–۱۹۷۶، ۱۳–۲۰۱۲، ۱۵–۲۰۱۴، ۲۰–۲۰۱۹          |
| جام حذفی              | (۷) بار: ۰۴–۱۹۰۳، ۳۴–۱۹۳۳، ۵۶–۱۹۵۵، ۶۹–۱۹۶۸، ۱۱–۲۰۱۰، ۱۹–۲۰۱۸، ۲۳–۲۰۲۲                             | (۷) بار: ۲۶–۱۹۲۵، ۳۳–۱۹۳۲، ۵۵–۱۹۵۴، ۸۱–۱۹۸۰، ۱۳–۲۰۱۲، ۲۴–۲۰۲۳، ۲۵–۲۰۲۴ |
| جام اتحادیه           | (۸) بار: ۱۹۷۰، ۱۹۷۶، ۲۰۱۴، ۲۰۱۶، ۲۰۱۸، ۲۰۱۹، ۲۰۲۰، ۲۰۲۱                                            | (۱) بار: ۱۹۷۴                                                          |
| سوپر جام              | (۷) بار: ۱۹۳۷، ۱۹۶۸، ۱۹۷۲، ۲۰۱۲، ۲۰۱۸، ۲۰۱۹، ۲۰۲۴                                                  | (۹) بار: ۱۹۳۴، ۱۹۵۶، ۱۹۶۹، ۱۹۷۳، ۲۰۱۱، ۲۰۱۴، ۲۰۲۱، ۲۰۲۲، ۲۰۲۳          |
| لیگ قهرمانان اروپا    | (۱) بار: ۲۳–۲۰۲۲                                                                                   | (۱) بار: ۲۱–۲۰۲۰                                                       |
| سوپرجام اروپا         | (۱) بار: ۲۰۲۳                                                                                      | –                                                                      |
| جام برندگان جام اروپا | (۱) بار: ۷۰–۱۹۶۹                                                                                   | –                                                                      |
| جام باشگاه‌های جهان    | (۱) بار: ۲۰۲۳                                                                                      | –                                                                      |